# 2022年のラジオ (日本)
2022年のラジオ (日本)では、2022年のラジオ分野(主に日本国内)における動向について記す。

## 主な番組関連の出来事

### 1月
- 1日 - 【関東広域圏】TBSラジオ『LOVE RAINBOW TRAIN』の新パーソナリティとしてryuchell（タレント・ファッションモデル）とドリアン・ロロブリジーダ（ドラァグクイーン）が就任[1]。
- 4日（3日深夜） - 【東京都】J-WAVE火 - 金曜 0時（月 - 木曜 深夜24時）枠の『SPARK』の火曜（月曜深夜）担当ナビゲーターとして、この日より7人組ボーイズグループのBE:FIRSTが就任[2]。
- 16日（15日深夜） - 【報道・災害・編成】15日に南太平洋 トンガ・フンガ・トンガ＝フンガ・ハアパイ火山で発生した噴火（2022年のフンガ・トンガ噴火）の影響と見られる津波が日本近海へ到達したと見られるため、気象庁が16日0時15分に奄美諸島とトカラ列島に津波警報（その後津波注意報に切り替え）、本州太平洋沿岸部に津波注意報を発令したことを受けて、全面解除となる14時過ぎまで各局で速報を随時挿入。
  - 【鹿児島県】南日本放送（MBC）は津波警報発令直後から7時30分までMBCテレビの音声を交えながら報道特別番組体制。
  - 【岩手県】IBC岩手放送（IBCラジオ）も津波注意報発令後から報道特別番組体制となった。2時54分に津波警報に切り替えられ、11時20分ごろまで継続されたことから、16日正午まですべての番組が休止された。
  - 【宮城県・沖縄県】東北放送（tbc）は発令直後から5時20分まで、また、琉球放送（RBCiラジオ）では放送休止（3時30分から5時）を返上して津波に関する特別番組を編成した。
- 19日 - 【健康問題・関東広域圏】ニッポン放送平日昼枠の『高田文夫のラジオビバリー昼ズ』は、水曜パーソナリティを務める春風亭昇太が体調不良により医師の診断を受けたところ、新型コロナ陽性反応が確認され、急遽自宅療養に入る事態となったことからこの日の放送を欠席し、上柳昌彦が代行した[3]。昇太は2月2日の放送から復帰した。
- 25日
  - （24日深夜）【健康問題】この日放送のニッポン放送『ファーストサマーウイカのオールナイトニッポン0(ZERO)』で、パーソナリティのファーストサマーウイカが新型コロナに感染したことに伴い、その代役として2人組セクシーアイドルベッド・インと歌手・タレントのでか美ちゃんが出演予定だったが、ベッド・インの中尊寺まいが濃厚接触者だと判定されたことから益子寺かおりと共に出演を辞退し、結果でか美ちゃんが単独で代役として進行する異例の事態が起きた[4]。
  - 【北海道】STVラジオは開局60周年記念番組として、松山千春（歌手・足寄町出身）にスポットを当てた特別番組「足寄のスーパースター 松山千春 〜45年の時代をこえて〜」を放送[5]。
- 26日 - 【健康問題】TBSラジオ制作・JRN系『三遊亭円楽のおたよりください!』[注 1]のパーソナリティを務める落語家の六代目三遊亭円楽が脳梗塞のため前日の25日に入院したと、所属事務所が公表。命に別条はなく、新型コロナ感染症とは関連がないという[6]。2月18日には、脳梗塞の治療は終了したものの更なるリハビリの継続と既往症である肺がんの計画観察・治療等の理由から退院の目処が立たず、大事をとって今年の「夏頃まで」休養すると所属事務所が発表した[7]。なお、同番組は2月14日の放送より弟子の伊集院光が代演を担当。

### 2月
- 4日〜20日 - 【スポーツ】北京冬季オリンピックが開催[注 2]、NHKラジオ第一放送にて競技中継・関連番組を放送した。
- 5日 - 【健康問題・関東広域圏】TBSラジオ『土曜ワイドラジオTOKYO ナイツのちゃきちゃき大放送』で、パーソナリティの土屋伸之（ナイツ）が放送前に体調不良を訴え、PCR検査の結果新型コロナ感染が判明。1月19日には相方の塙宣之が感染し休養に入り、土屋は濃厚接触者として自宅待機しており、同月31日のニッポン放送『ナイツ ザ・ラジオショー』でそろってスタジオ復帰したばかりだったが、今回はこれが逆転する事態となり、この日から番組に復帰する予定だった塙は急遽TBS局舎の地下駐車場からのリモート出演となった[8]。なお、塙は『ザ・ラジオショー』では7日・8日の別室からのリモート出演を経て[9] 9日から、『ちゃきちゃき大放送』も12日から、いずれもスタジオ出演で復帰し[10]、土屋も『ザ・ラジオショー』は16日より[11]、『ちゃきちゃき大放送』も19日より復帰している[12]。
- 17日（16日深夜） - ニッポン放送『乃木坂46のオールナイトニッポン』は、2月10日（9日深夜）の放送をもって降板した新内眞衣[注 3]の後任として、この日の放送から久保史緒里が新パーソナリティとして登板[13]。新内は前身となる『乃木坂46 新内眞衣のオールナイトニッポン0(ZERO)』（2016年3月31日 - 2019年3月28日）から5年10か月あまり務めてきたパーソナリティを勇退した。

### 3月
- かしわプロダクション制作で2004年10月から放送されていた川嶋あい（シンガーソングライター）の冠番組『川嶋あい On The Street』がこの月をもって放送終了。17年半の歴史に幕[14]。
- 4日 - 【企画・特番・関東広域圏】TBSラジオとニッポン放送は、昨年から今年にかけて共同で実施のプロジェクト『にこるん・みちょぱの校内放送』の派生企画として、3月に卒業予定の高校3年生を対象にしたオンライン卒業式企画『にこるん・みちょぱのオンライン卒業式』を2月21日に実施し、その模様をこの日両局同時に放送[15]。
- 7日〜11日 - 【特番・兵庫県】ラジオ関西のさんちかサテライトスタジオが3月限りで閉鎖（後述）するのを受けて、同局ではこの期間に特別番組『ありがとう　さんちかサテスタ『さんちか Time goes on』』を同スタジオから公開生放送（13時37分 - 15時）。原田伸郎（7日）、ばんばひろふみ（8日）、堀内孝雄（9日）、イルカ（10日）、もんたよしのり（11日）とゆかりのあるパーソナリティが日替わりで出演した[16]。
- 9日 - ニッポン放送
  - この日『オールナイトニッポン0(ZERO)』の4月改編を発表。木曜（水曜深夜）の『フワちゃんのオールナイトニッポンX』と金曜（木曜深夜）の『ぺこぱのオールナイトニッポンX』が、それぞれ『ANN0』の火曜（月曜深夜）と水曜（火曜深夜）に移籍する。また、火 - 土曜（月 - 金曜深夜）は秋田放送・ラジオ福島・山口放送・熊本放送・宮崎放送の5局でもネットを開始し、旧2部時代を含めこの時間帯で過去最大となる27局ネットとなる[17][18][注 4]。
  - 【特番】『オールナイトニッポン』が10月で55周年を迎えるのを記念し、その特別番組として、同じくこの年に55歳になったサッカー選手の三浦知良（JFL・鈴鹿ポイントゲッターズ）がパーソナリティを務める『三浦知良のオールナイトニッポンPremium』を放送（19時 - 21時）。三浦はラジオパーソナリティ初挑戦で、当日はチームの本拠地のある三重県鈴鹿市から2時間生放送した[19]。
- 10日 - 【健康問題・関東広域圏】この日放送のTBSラジオ『伊集院光とらじおと』で、パーソナリティの伊集院光が発熱のため大事を取って欠席[20]。その後PCR検査で新型コロナ感染が判明した[21]。これに伴い、同番組及び『月曜JUNK 伊集院光 深夜の馬鹿力』は療養のため伊集院は休演し、21日に復帰した[22]。
- 16日
  - ニッポン放送はこの日『オールナイトニッポンX』の4月改編からの新パーソナリティを発表。火曜（月曜深夜）は山田裕貴（俳優）、水曜（火曜深夜）は長屋晴子（緑黄色社会）、木曜（水曜深夜）はJO1（男性音楽グループ）、土曜（金曜深夜）はEXIT（お笑いコンビ）がそれぞれ担当、金曜（木曜深夜）はこれまで土曜（金曜深夜）だった週替わり枠となる[23]。
  - 【報道・災害・編成】この日の23時37分頃、福島県沖を震源とする地震発生、ならびに津波注意報発令に伴い、翌17日早朝までNHK・民放各局が報道特別番組を編成して対応した。
    - ニッポン放送は『オールナイトニッポン MUSIC10』を放送中。全国ニュース放送中に有楽町のスタジオで揺れを観測。そのまま岡宏デスクが一報。23時55分、当日のパーソナリティであった名取裕子が一度引き取ってコメントしたのち吉田尚記につなぎ、吉田が0時台・2時台を、ひろたみゆ紀が1時台・4時台を、上柳昌彦が3時台を受け持った。そのため『フワちゃんのオールナイトニッポンX』『乃木坂46のオールナイトニッポン』『佐久間宣行のオールナイトニッポン0(ZERO)』はすべて休止され、CBCラジオを含むネット局でも同時ネットした。
    - 文化放送は『レコメン!』を放送中。箱番組「めるるのはっぴーsu るーむ」放送中に地震発生。23時38分に中途で打ち切って第一報を須藤悟が伝えたのちに西川文野に交代し23時57分まで一度地震情報を伝えた。0時の時報直後にオテンキのりが報道特番に切り替わる旨のコメントを行い、その後は西川による特番を0時54分まで放送、もう一度オテンキのりに戻し番組あてに届いたメッセージを紹介しながら番組は終了。1時の『CultureZ』、3時の『ヴァイナル・ミュージック〜歌謡曲2.0〜』以降は通常通りに放送しつつ、適宜内容を差し替えながら進行した。
    - TBSラジオは『アシタノカレッジ』を放送中。日付が変わって0時以降は荻上チキが進行する「JRN報道特別番組「宮城・福島で震度6強」」を編成し、1時台・2時台はラジオ関西を含む『JUNK・山里亮太の不毛な議論』ネット局に、3時台は『CITY CHILL CLUB』ネット局に向けても放送された。当日、『不毛な議論』のメインパーソナリティである山里亮太（南海キャンディーズ）は1時台冒頭に休止する旨のコメントを行い、『CITY CHILL CLUB』は4時台のみに縮小された。
    - エフエム東京（TOKYO FM）は『SCHOOL OF LOCK!』を放送中。その後も『JET STREAM』と『TOKYO SPEAKEASY』は休止、0時以降は「特別番組」として放送され、この枠までこもり校長とぺえ教頭が担当。2時台・3時台の『ON THE PLANET』も内容を大幅に変更した。なお、1時以降は大阪や福岡などで未放送となった地域もある。
    - 【福島県】
      - ラジオ福島は『レコメン!』を文化放送からネット受け中。発生後の23時42分にネットを打ち切って自社からの放送に切り替えた後、翌朝7時までCM・曲抜きの報道特別番組を編成。7時の『レディ・オン』以降は編成上通常通りに戻ったが、内容を大幅に変更する形で対応した。
      - エフエム福島（ふくしまFM）は『SCHOOL OF LOCK!』をTOKYO FMからネット受け中だったが、23時54分に自社からの放送に切り替えた後、翌朝5時までCM抜きの報道特別番組を編成した。

    - 【宮城県】東北放送は『オールナイトニッポン MUSIC10』をニッポン放送からネット受け中だったが、23時35分の緊急地震速報発令直後にネットを打ち切って自社からの放送に切り替えた後、翌朝6時30分までCM・曲抜きの報道特別番組を編成。6時30分の『おはようワイド Goodモーニング』以降は編成上通常通りに戻ったが、内容を大幅に変更する形で対応した。
- 18日 - 【特番】TOKYO FM・JFN系で毎月最終日曜に放送されている、作家の村上春樹が選曲とDJを務める『村上RADIO』の特別編として、『村上RADIO特別版 戦争をやめさせるための音楽』がこの日の23時 - 23時55分に放送。これはロシアによるウクライナ侵攻を受けて急遽企画されたもので、通常は『SCHOOL OF LOCK! 教育委員会』が放送されている枠にて放送、村上自ら選曲した反戦歌や命の尊さを訴える楽曲をかけ、楽曲に込められたメッセージを解説するとともに、反戦や平和を訴えるメッセージを発信した[24][25]。
- 19日 - 【関東広域圏・企画】文化放送『伊東四朗 吉田照美 親父・熱愛』と、TBSラジオ『大沢悠里のゆうゆうワイド土曜日版』はこの日、docomoらくらくスマートフォンF-52Bを使ったコラボ企画を実施した。生放送中の文化放送のスタジオから、同じく生放送中のTBSラジオのスタジオへらくらくスマートフォンを使って電話。『親父・熱愛』の伊東四朗と吉田照美が、翌週、平日版を含めて36年の歴史に幕を下ろす『ゆうゆうワイド』の大沢悠里へ、直接労いの言葉をかけた。この模様は両局同時生放送された[26]。
- 21日 - 【特番・北海道】STVラジオでは、開局60周年特別番組として『春のときめき感謝祭!』を12時 - 16時に放送。パーソナリティーは、喜瀬ひろし・工藤じゅんき（ともに、札幌テレビ放送元アナウンサー）・木村洋二（STVラジオ取締役エグゼクティブアナウンサー）・内山よしこ（札幌テレビアナウンサー）が担当[27]。
- 24日 - 【関東広域圏】TBSラジオ月 - 木曜午前枠のワイド番組『伊集院光とらじおと』（2016年4月 - ）がこの日をもって終了。6年の歴史に幕。終了は1月11日の同番組にてパーソナリティの伊集院光より公式発表された[28]。
- 25日
  - 【スポーツ】プロ野球セ・パ公式戦がこの日開幕。この日全国のラジオ局にて各試合を中継放送したほか、一部地方局では地元球団の応援番組も放送。
  - 【関東広域圏】文化放送平日夕方枠のニュースワイド番組『斉藤一美 ニュースワイドSAKIDORI!』がこの日をもって終了、5年の歴史に幕。1月5日の番組内で発表された[29][30]。なお、パーソナリティの斉藤一美（同局アナウンサー）は、『文化放送ライオンズナイター』の実況に5年ぶりに復帰することになっている[注 5][32]
  - 【近畿広域圏】1977年3月28日から放送開始した朝日放送ラジオ（ABCラジオ）の長寿朝ワイド番組『おはようパーソナリティ道上洋三です』がこの日をもって終了[33]。2021年12月20日に同局から発表されたもので、45年にわたってパーソナリティを務めた道上洋三（朝日放送テレビ常勤顧問エグゼクティブアナウンサー）の体調不良が理由。道上は同年9月11日に脳梗塞を発症し入院、その後リハビリを続けてきたが、回復やリハビリに時間がかかる上に、78歳という高齢で早朝に週5日2時間半の生放送へ臨ませるのが厳しいことも考慮し、治療やリハビリに専念してもらうため今回の判断にいたった。最終回までは同局アナウンサーが交代で代演した[34][35]。
  - 【長野県】長野エフエム放送（FM長野）の金曜夕方ワイド番組『346 GROOVE FRIDAY』がこの日をもって終了。21年の歴史に幕。終了は同月4日に同局ウェブサイト及びツイッターで公式発表された[36]。同番組のパーソナリティを務めた松山三四六（元ものまねタレント）は、第26回参議院議員通常選挙へ立候補のため前月25日の放送を最後に降板し、バカボン鬼塚に交代していた。
- 26日
  - 【関東広域圏】
    - TBSラジオ
      - バービー（フォーリンラブ）がパーソナリティを務める土曜昼枠のワイド番組『週末ノオト』がこの日をもって終了、1年9ヶ月の歴史に幕。3月5日の番組内で発表された[37][38]。
      - 大沢悠里（フリーアナウンサー、元TBSアナウンサー）がパーソナリティを務める土曜夕方枠のワイド番組『大沢悠里のゆうゆうワイド土曜日版』がこの日をもって終了。6年（2016年4月に終了した前身番組『大沢悠里のゆうゆうワイド』を含めると36年）の歴史に幕。1月8日の番組内で発表された[39]。また大沢は同番組終了と同時に1964年のTBS入社以来58年間にわたるアナウンサー人生にも幕を下ろした[40]。

    - 阿澄佳奈（声優）がパーソナリティを務める文化放送『A&Gリクエストアワー 阿澄佳奈のキミまち!』がこの日をもって終了、5年の歴史に幕。2月12日の番組内で発表された[41]。

  - 【兵庫県】ラジオ関西の長寿アニメソング番組『青春ラジメニア』で、1989年4月の放送開始以来33年（前身番組の『アニメ玉手箱』（1986年4月 - 1989年3月）を含めると36年）に渡りパーソナリティを務めた岩崎和夫（フリーアナウンサー、元同局アナウンサー）が、この日をもって番組を卒業。1月1日の番組内で発表された[42]。
  - 【宮城県】東日本大震災発生後の2011年4月から2016年3月にかけて宮城県女川町で運営された臨時災害放送局「おながわさいがいエフエム」での放送を経て、2016年4月より一般社団法人オナガワエフエムと東北放送が共同制作し同局及び各地のコミュニティ放送局で放送された『おながわ☆なう。〜復幸RADIO〜』がこの日をもって終了。震災から11年経ち、復興する街の「いま」を伝える役割を終えたことを理由としている[43]。
  - 【追悼・特番・広島県】中国放送（RCCラジオ）は、2月18日に死去した『一文字弥太郎の週末ナチュラリスト 朝ナマ!』のパーソナリティ・一文字弥太郎のこれまでを振り返る特別番組『週末ナチュラリスト 朝ナマ! 特別番組 ラジオパーソナリティ 一文字弥太郎 言ノ葉シンフォニー』を、同番組が放送されていた時間帯（7時 - 10時55分）に放送[44]。これにより、1998年4月から放送されていた本番組は24年の歴史に幕を降ろす。
- 27日
  - 【徳島県】四国放送（JRTラジオ）で同局開局半年後の1953年1月から放送されていた音楽番組『日乃出ミュージックグラフ』がこの日をもって終了[45]。69年の歴史に幕。
  - 【追悼・特番・鹿児島県】南日本放送（MBCラジオ）にて、2月20日に死去した歌手・俳優の西郷輝彦（鹿児島市出身）を追悼し、リスナーからの西郷の楽曲のリクエストと思い出やエピソードなどで彼の生涯を振り返る特別番組『西郷輝彦さん追悼番組〜星は輝く』（20時 - 20時50分）を放送[46]。
- 28日
  - 【関東広域圏】TBSラジオ月 - 木曜午前枠の新ワイド番組『パンサー向井の#ふらっと』が放送開始。メインパーソナリティには向井慧（パンサー）が起用される[47][48][49]。
  - 【健康問題・東京都】TOKYO FM月 - 木曜昼枠のワイド番組『山崎怜奈の誰かに話したかったこと。』は、パーソナリティを務める山崎怜奈（当時・乃木坂46）が体調不良により休演[50]。翌日以降も大事を取って31日まで休演予定であったが[51]、31日午前に山崎の新型コロナ陽性確認が乃木坂46の公式サイトで発表されたことから療養のため翌週も休演となり、この期間番組は日替わりの代理パーソナリティを起用し放送した[52][53]。山崎は4月11日より復帰している[54]。
  - 【近畿広域圏】朝日放送ラジオ
    - 上述の『おはようパーソナリティ道上洋三です』の後継となる朝ワイド番組として、この日より『おはようパーソナリティ小縣裕介です』が放送開始。これまでと異なり月〜木曜と金曜を切り離し、パーソナリティは小縣裕介（朝日放送テレビアナウンサー）が担当する[55]。
    - 深夜帯の音楽番組『R→933』の姉妹番組として、月曜20時枠にて『R→933 LP』を放送開始。パーソナリティは澤田有也佳（朝日放送テレビアナウンサー）が担当[56]。
- 29日（28日深夜） - ニッポン放送『ENHYPENのオールナイトニッポンX』『ファーストサマーウイカのオールナイトニッポン0(ZERO)』がこの日をもって終了。3月1日（2月28日深夜）の両番組でも発表され、後述の『菅田将暉のオールナイトニッポン』も含め、オールナイトニッポンの月曜深夜3番組がこの春の改編で同時に終了することになった[57]。
- 30日 - 【中京広域圏】CBCラジオ『チュウモリ水曜日 酒井直斗のラジノート』内にて、高柳明音（タレント・元SKE48、名古屋市出身）と若井友希（声優・歌手・i☆Ris、岐阜県出身）による『高柳明音・若井友希のやおだがね』が放送開始（水曜22時35分頃 - 22時45分頃）。2人にとっては初の冠番組であり、念願での地元でのレギュラー番組となる[58]。
- 31日
  - 【千葉県】ベイエフエム平日夕方枠のワイド番組『The BAY☆LINE』がこの日をもって終了[59]。これにより、1991年4月から日本最大級の電リク番組『BAY LINE 7300』から開始した一連の『BAY LINE』シリーズが31年の歴史に幕。
  - 【愛知県】ZIP-FMで2016年4月から始まったジェイムス・ヘイブンスがパーソナリティを担当した番組『J-BREAK』がこの日をもって放送終了。これにより、ZIP-FMの1993年10月の開局から始まった『ZIP MORNING BUZZ』時代から28年半にわたってジェイムス・ヘイブンスが担当した一連のシリーズが終止符を打った。
  - 【福島県】1979年からラジオ福島（RFC）で放送された朗読番組『おばあちゃんのむかし話』がこの日をもって放送終了。42年半の歴史に幕。
- 31日〜4月3日 - 【特番・関東広域圏】文化放送は開局記念日に当たる31日22時から4月3日20時まで、開局70周年記念特別番組『開局70周年 もっと一緒に!文化放送リスナー大感謝スペシャル「きっかけはラジオ」』を放送。通常放送しているレギュラー番組を含めた形で70時間に渡って放送した[60][61]。メインパーソナリティはいとうあさこ（タレント）、田村淳（ロンドンブーツ1号2号）、村上信五（関ジャニ∞）が担当[62]。

### 4月
- 1日
  - （3月31日深夜）【特番・関東広域圏】文化放送開局70周年記念特番『きっかけはラジオ』内の番組として、1時 - 3時にて1994年4月から1999年9月に放送された『今田耕司・東野幸治のCome on FUNKY Lips!』が23年ぶりとなる一夜限りの復活放送を行った[63]。
  - ニッポン放送『オールナイトニッポンGOLD』の新パーソナリティとしてMISIA（歌手）がこの日より月1回出演[64]。
  - 【近畿広域圏】朝日放送ラジオの朝ワイド番組としてこの日より『おはようパーソナリティ古川昌希です』が放送開始。『おはようパーソナリティ小縣裕介です』の金曜版という扱いとなり、パーソナリティは古川昌希（朝日放送テレビアナウンサー）が担当する[55]。
  - 【兵庫県】ラジオ関西『青春ラジメニア』の新パーソナリティとしてムサ（ミュージシャン、ワタナベフラワー）が就任、続投する南かおり（タレント）を含めた新体制で番組を継続するとともに、放送時間帯を金曜22時からに変更[65]。
  - 【北海道】北海道放送（HBCラジオ）では毎週金曜の新番組として、HBCテレビの夕方ワイド番組『今日ドキッ!』の前MC・グッチーによる5時間半の生ワイド番組『グッチーのGood Friday!』（12時 - 17時30分）が放送開始。なお、これにより平日午後〜夕方にかけてのベルト番組であった『カーナビラジオ午後一番!』並びに『After Beat〜アフタービート〜』は、月〜木曜に短縮される[66]。
  - 【千葉県】ベイエフエム平日夕方枠のワイド番組として『シン・ラジオ -ヒューマニスタは、かく語りき-』をこの日より放送開始。進行役を「ヒューマニスタ」と命名した上で、遠山大輔（グランジ）&松浦志穂（スパイク、以上月曜）、鈴木おさむ&週替わりパートナーとしてライス関町・松崎健夫・月替りクリエイター・徳井健太（平成ノブシコブシ）のいずれか（以上火曜）、関根勤&井川修司（イワイガワ、以上水曜）、山田ルイ53世（髭男爵、木曜）、友近（金曜）が出演[67]。
  - 【長野県】FM長野『346 GROOVE FRIDAY』に替わる金曜夕方ワイド番組『翔べ!FRI-TAG!!』が放送開始。パーソナリティはバカボン鬼塚と飯野美紗子（声優）が担当[68]。
- 2日
  - NHKラジオ第1の『らじらー!』は、アイドルグループ「Travis Japan」の後継パーソナリティ（22時台担当）としてこの日の放送から「7 MEN 侍」を起用、初回はメンバー全員が出演した[69]。
  - ニッポン放送
    - ジャニーズ事務所所属のアイドルグループ・なにわ男子がパーソナリティを務める『なにわ男子の初心ラジ!』がこの日より放送開始（16時50分 - 17時50分、全国13局ネット）[70]。
    - 【関東広域圏】『さまぁ〜ず三村マサカズと小島瑠璃子の「みむこじラジオ!」』がこの日よりリニューアルし『さまぁ〜ずのさまラジ』を放送開始。従来までは三村マサカズ単独で出演していたのを相方の大竹一樹と共にさまぁ〜ずとして出演、放送時間も15時からに繰り上げる[71]。

  - J-WAVE
    - J-WAVE及びJFL系にて、『au FG LIFETIME BLUES』を放送開始（土曜16時 - 16時54分、系列局は遅れネットあり）。ナビゲーターのオダギリジョー（俳優）はラジオ番組初担当となる[72][73]。
    - 【東京都】『POP OF THE WORLD』にて、長濱ねるの後任ナビゲーターとしてジェニー（歌手・動画クリエーター）が就任[74]。

  - 【関東広域圏】
    - TBSラジオ土曜13時 - 15時枠[注 6]にて『井上貴博 土曜日の『あ』』が放送開始。パーソナリティの井上貴博（TBSアナウンサー）としては初の冠番組になる[38]。
    - 【特番】文化放送開局70周年記念特番『きっかけはラジオ』内の番組として、19時 - 21時にて、1991年4月開始の『ノン子とのび太のアニメスクランブル』[注 7]の特別番組『祝!文化放送開局70周年 ノン子とのび太のアニメスクランブル〜アニラジの歴史はここから始まった〜』を放送[75]。

  - 【埼玉県】FM NACK5土曜5時 - 8時枠のワイド番組として斉藤リョーツによるアウトドア・レジャーをテーマにした『Raise on Saturday〜じっとしてられない朝〜』を放送開始[76]。
  - 【中京広域圏】東海ラジオでは土日のワイド番組を改編、トークと音楽を主体にした新番組を開始する[77]。
    - 土曜7時 - 10時枠にて『Weekend Step』が放送開始。パーソナリティはCocoroが担当[77]。
    - 土曜10時 - 13時55分枠にて『Saturday Flavor』が放送開始。パーソナリティは市野瀬瞳が担当[77]。
    - 土曜17時 - 20時枠にて、兄弟局である東海テレビとのコラボレーション番組『ONE STYLE』が放送開始。パーソナリティは東海テレビアナウンサーの高井一が担当[77]。

  - 【近畿広域圏】朝日放送ラジオ土曜17時枠にて『上田剛彦のなにわ音楽ハツラツ団』が放送開始。パーソナリティは上田剛彦（朝日放送テレビアナウンサー）が担当[56]。
  - 【北海道】STVラジオ
    - （1日深夜）STVラジオの人気深夜番組『アタックヤング』（1970年 - 2016年）が開局60周年となる2022年に1年限定で復活し、『アタックヤング60』としてこの日より毎週土曜未明（金曜深夜）の0時 - 1時枠にて放送開始。担当パーソナリティは月替りで、復活第1弾の4月は大家彩香（札幌テレビアナウンサー）が担当する[78]
    - Jリーグの6代目チェアマンに就任した野々村芳和（前・北海道コンサドーレ札幌代表取締役社長）がパーソナリティーを務める『ノノさんの朝ごはん』（土曜 7時30分 - 8時）を放送開始[78]。
- 3日
  - （2日深夜）【近畿広域圏】朝日放送ラジオ日曜（土曜深夜）2時枠にて、Voicy代表の緒方憲太郎による『緒方憲太郎の道に迷えばオモロい方へ』が放送開始[56]。
  - 【関東広域圏】文化放送
    - 【特番】開局70周年記念特番『きっかけはラジオ』内の番組として、14時 - 16時にて1980年10月から1987年4月に放送された『吉田照美のてるてるワイド』が復活放送。同局社長の斉藤清人が自ら総合プロデューサーを担当、パーソナリティの吉田照美（フリーアナウンサー、元同局アナウンサー）だけでなく、ゲストとして当時の番組スタッフだった小山薫堂（放送作家）も出演した[79]。
    - 文化放送のインターネットラジオチャンネル「超!A&G+」で2008年から配信されている、花澤香菜（声優）による『花澤香菜のひとりでできるかな?』が、番組開始15年目に入るのを期に、この日より文化放送の地上波での放送を開始（日曜22時30分 - 23時）[80]。

  - 【特番・北海道】STVラジオは開局60周年記念特別番組『ウイークエンドバラエティ 日高晤郎ショー フォーエバー2022』を放送[注 8][81]。
  - 【東京都】J-WAVE日曜6時 - 9時のワイド番組として『ARROWS』が放送開始。ナビゲーターはもも（チャラン・ポ・ランタン）が担当[74]。
  - 【埼玉県】FM NACK5日曜8時 - 12時枠のワイド番組として『Sunday Audio Show〜アナと日曜のパーマ〜』を放送開始。パーソナリティは小林アナとパーマ大佐が務める[76]。
  - 【中京広域圏】東海ラジオ
    - 日曜7時 - 10時枠にて『Morning Delight』が放送開始。パーソナリティは川本えこが担当[77]。
    - 日曜10時 - 13時55分枠にて『SUNDAY FUNDAY!』が放送開始。パーソナリティは南城大輔が担当[77]。
- 4日
  - 【東北地方】NHK仙台放送局制作で東北6県（青森県、岩手県、宮城県、秋田県、山形県、福島県）エリア向けに各地の話題やリスナーの方々の身の回りの出来事などを伝える新番組『Nandary』（ラジオ第1、平日17時5分 - 55分）をこの日より放送開始。番組パーソナリティは千葉美乃梨（仙台局アナウンサー）が担当する[82]。
  - 【関東広域圏】文化放送ではこの日より平日午前枠・夕方枠の生ワイド番組を改編。
    - 8時 - 11時枠にて『おとなりさん』を開始。パーソナリティは平子祐希（アルコ&ピース、月曜）、高橋優（シンガーソングライター、火曜）、鈴木おさむ（放送作家、水曜）、高山一実（タレント・元乃木坂46、木曜）、山根良顕（アンガールズ、金曜）、坂口愛美（同局アナウンサー、木曜以外）、山田弥希寿（同、木曜）が担当[83]。同番組開始に伴い、『おはよう寺ちゃん』は1時間短縮し8時終了となる。
      - 放送初回は、前週から開始したTBSラジオ『パンサー向井の#ふらっと』のスタジオに電話を繋ぎ、本番組の平子と坂口、『#ふらっと』の向井慧と月曜パートナーの滝沢カレンが生電話で相互出演し、互いの番組にエールを送り合った[84]。

    - 11時 - 13時枠にはこれまで放送してきた『くにまるジャパン 極』の後継番組として『くにまる食堂』を開始。パーソナリティは引き続き野村邦丸（フリーアナウンサー）が担当する[85]。
    - 15時30分 - 17時50分の平日夕方ワイド枠にて『西川あやの おいでよ!クリエイティ部』を放送開始。パーソナリティは同局アナウンサーの西川文野が担当[86]。また、同番組内にて桂宮治（落語家）による内包番組『桂宮治のザブトン5（ファイブ）』（17時30分 - 17時40分）を開始[87]。

  - 【東京都】TOKYO FM月〜木曜20時枠にて新ワイド番組『Roomie Roomie!』を放送開始。20代・30代女性をメインターゲットとし、TOKYO FMファンコミュニティ「LisCom」との連動も行われる。パーソナリティは野呂佳代（タレント、月・火曜）と眉村ちあき（ミュージシャン、水・木曜）が担当[88]。
  - 【近畿広域圏】
    - ラジオ大阪
      - 平日6時30分 - 8時の早朝ワイド枠にて、『藤川貴央のニュースでござる』が放送開始。パーソナリティは藤川貴央（同局アナウンサー）が担当[89]。同番組開始に伴い、『"新しいおとな"の朝に!ハッピー・プラス』は1時間短縮し8時開始に変更、タイトルも『新しいあなたの朝に!ハッピー・プラス』となる[89]。
      - 平日23時 - 翌1時（深夜25時）枠にて、深夜帯の新ワイド番組『サクラバシ919』が放送開始。ラジオ大阪と業務提携したDONUTSとの共同事業として、新設する東京スタジオからの生放送とミクチャでのライブ配信を行う。パーソナリティは鎌田菜月（SKE48、月曜）、山添寛（相席スタート、火曜）、神尾晋一郎（声優、水曜）、都築拓紀（四千頭身、木曜）、白間美瑠（モデル・元NMB48、金曜）が担当[89]。

    - MBSラジオで『月刊 ニュースなラヂオ』の後継となる報道番組として『厳選!月イチジャーナル』を放送開始（月1回、月曜20時 - ）。キャスターは西靖と前田春香（いずれも毎日放送アナウンサー）が担当[90]。

  - 【兵庫県】兵庫エフエム放送（Kiss FM KOBE）月〜木曜の午前帯ワイド番組として『シャカリキ』をこの日より開始。前番組『4 SEASONS』の水・木曜でサウンドクルーを務めたクマガイタツロウ（ワタナベフラワー）が全曜日で担当する[91]。
- 5日
  - （4日深夜）
    - ニッポン放送で2017年4月から放送を開始し、火曜未明（月曜深夜）に放送されている『菅田将暉のオールナイトニッポン』が、パーソナリティの菅田将暉自身の「俳優業との両立」が難しくなったため、この日をもって番組を終了[注 9]。2021年12月21日未明（20日深夜）に発表された[93]。
    - ジャパンエフエムネットワーク（JFNC）制作、TOKYO FM等JFN系ネットの深夜帯のワイド番組として『AuDee CONNECT』の放送を開始（火〜金曜（月〜木曜深夜）2時 - 4時）。JFNCが運営する配信プラットフォーム「AuDee」と連動する。パーソナリティは狩野英孝（お笑いタレント、火曜（月曜深夜））、大野雄大・花村想太（Da-iCE、水曜（火曜深夜））、蓮見翔（ダウ90000、木曜（水曜深夜））、梅田サイファー（ヒップホップグループ、金曜（木曜深夜））が担当[88][94]。

  - NHKラジオ第1火曜20時枠にて、日本のアニメ文化や作品について語り合うトーク番組『アニメ・ステラー』を放送開始。MCはサッシャ（ラジオDJ）と亜咲花（アニメソング歌手）が担当[95][96][97][98][99]。
  - 【近畿広域圏】ラジオ大阪火曜11時 - 14時枠にて『OBCグッドアフタヌーン!和田麻実子のみみよりだんご』を放送開始。同局アナウンサーの和田麻実子初の冠ワイド番組担当となり、お笑いコンビ・カベポスターがパートナーを務める[89]。
  - 【健康問題・関東広域圏・千葉県】鈴木おさむ（放送作家）がこの日自身のInstagramで新型コロナに感染（その後中等症と診断され入院）したことを報告するとともに、療養のため自身が出演するベイエフエム『シン・ラジオ -ヒューマニスタは、かく語りき-』火曜分と文化放送『おとなりさん』水曜分の2番組を休演することを明らかにした[100]。これに伴い、『シン・ラジオ』5日放送分は週替わりパートナーの関町知弘 (ライス）と徳井健太（平成ノブシコブシ）が、『おとなりさん』6日放送分は水谷加奈（文化放送アナウンサー）が、13日は金曜担当の山根良顕（アンガールズ）がそれぞれ代演することで対応した。鈴木は退院後『シン・ラジオ』は19日より[101]、『おとなりさん』は20日より出演を始めている[102]
- 7日 - 【関東広域圏】文化放送『ライオンズナイター』のレインコート番組として、『文化放送ライオンズナイタースペシャル 斉藤一美 ど〜かひとつ!』をこの日を初回として不定期放送開始。パーソナリティは斉藤一美（同局アナウンサー）が担当[103]。
- 8日 - 【近畿広域圏】男性アイドルグループ「BOYS AND MEN」の小林豊が、所属事務所のフォーチュンエンターテイメントから、マネジメント契約を解除したことを発表。これを受け、小林がレギュラー出演していた『アッパレやってまーす!』を放送しているMBSラジオは、「出演を見合わせる」旨を発表した[104]。なお、16日深夜放送の同番組内で小林の番組降板が正式に発表された[105]。
- 9日
  - 文化放送
    - （8日深夜） - 文化放送『ヴァイナル・ミュージック〜歌謡曲2.0〜』の土曜（金曜深夜）放送分をリニューアルし、演歌・歌謡曲に特化した『ヴァイナル・ミュージック〜for.EK〜大人の歌謡クラブ』を放送開始。パーソナリティは小林奈々絵、仁科美咲、羽山みずき、山西アカリが週替わりで担当する[106]。
    - 【関東広域圏】
      - 土曜19時 - 19時55分枠にて、新プロジェクト『わたし＋○○贔屓（わたしびいき）』の基幹番組として『カラフルブーケ』を開始。「会話」をテーマとし、人それぞれの価値観の共有を行う番組で、パーソナリティは福井セリナ（タレント・薬剤師）が担当する[107]。
      - 土曜19時55分より、60年代から80年代の洋楽・映画音楽を中心に名曲を紹介する音楽番組『Beautiful Melodies』を開始。パーソナリティは水谷加奈（同局アナウンサー）が担当[108]
      - 土曜20時枠にて、佐久間大介（Snow Man）が自身の好きなアニメなど趣味について語る番組『Snow Man 佐久間大介の待って、無理、しんどい、、』が放送開始。佐久間の単独名義初の冠番組であり、文化放送A&Gゾーン初進出となる[109]。
- 10日
  - NHK-FM日曜11時枠にて、俳優の駒井蓮が日本の民謡やふるさとについて取り上げる『駒井蓮のニポミン!』が放送開始[注 10][95][96][97]。
  - 【関東広域圏】
    - 文化放送日曜14時 - 16時枠にて、『鷲崎健のヒマからぼたもち』を放送開始。パーソナリティの鷲崎健（ラジオパーソナリティ、ミュージシャン）はこれまで文化放送ではA&Gゾーンでパーソナリティを務めてきたが、通常枠の生ワイド番組は初担当となる[110]。
    - ニッポン放送『土田晃之 日曜のへそ』のパートナーが、これまでの前島花音（同局アナウンサー）から新内眞衣（タレント・元乃木坂46）に交代[111]。
- 12日（11日深夜） - ニッポン放送『オールナイトニッポン』火曜（月曜深夜）1部にて、この日よりこれまで水曜（火曜深夜）の『Creepy Nutsのオールナイトニッポン0(ZERO)』が昇格する形で『Creepy Nutsのオールナイトニッポン』として開始。3月9日（8日深夜）の番組内で発表された[112][注 9]。
- 15日 - 【山口県】ヒップホップグループET-KINGのコシバKENが地元である山口県のエフエム山口（FMY）でパーソナリティを務めていた『ET-KING コシバKENのwonder for school life』が終了したことを、この日自身のTwitterで公表した[113]。ET-KINGはメンバーの一人が大麻所持法違反の疑いで書類送検（後に不起訴処分）されており、これを受けて3月25日より活動を一時休止、同番組も同日より放送休止していた[114]。
- 24日 - 【スポーツ・関東広域圏】文化放送は、プロ野球史上16人目の完全試合を達成した千葉ロッテマリーンズ・佐々木朗希投手の登板予定となる対オリックス・バファローズ戦について、試合が開催される京セラドーム大阪に同局アナウンサーの山田弥希寿をレポーターとして派遣した上で生放送の番組内（『ミスDJリクエストパレード360』[注 11]『鷲崎健のヒマからぼたもち』）で随時レポートを行った。19日の斉藤清人社長の定例会見で発表した[115]。また、ニッポン放送も現地に同局アナウンサーの大泉健斗をレポーターとして派遣し、同時間帯に放送される『土田晃之 日曜のへそ』『ショウアップナイタースペシャル 中日ドラゴンズ対読売ジャイアンツ（バンテリンドーム ナゴヤ）』の中で随時レポートを挿入した[116]。
- 25日 - 【関東外国語放送エリア】interfmでは、この日よりロシアの侵攻によってウクライナから日本に避難してきたウクライナ人向けに、ウクライナ語によるニュースと日本での生活情報の放送を開始。平日13時 - 13時14分にニュース・生活情報番組『Новини та інформація для українців〜News and Info for Ukrainians〜』を編成、平日の帯番組『THE GUY PERRYMAN SHOW』『Power of Music 〜今こそ聴きたい音楽〜』でも既に日本で暮らしているウクライナ人からの生活アドバイスを送る『Шлях до миру в Україні - Корисна інформація щодо життя в Японії〜Bringing Back Peace - Essential Guide to Living in Japan - 〜』を設ける[117]。
- 25日〜29日 - JFNCが4月23日から30日にかけてオンライン及び幕張メッセ（29日・30日のみ）で開催された『ニコニコ超会議2022』に「超JFN」として参加し、それを受け前年の『ニコニコネット超会議2021』に続く形で、JFN系（TOKYO FM等一部の局を除く）で放送されている平日の生ワイド番組『OH! HAPPY MORNING』[注 12]『デイリーフライヤー』『Happy Hour Party!』およびニコニコ動画の関連番組『クリエイターズ・スタジオ with ボカコレ』の4番組とコラボレーションを実施。期間中はスタジオに定点カメラを設置し、番組中の様子をニコニコ生放送でも生配信した[118]。

### 5月
- 5日 - 香取慎吾（新しい地図）が扮する名キャラクター「慎吾ママ」が、NHK-FMで放送される『ビューティフルレディオ』に一日限りのパーソナリティとして登場。慎吾ママがレギュラーで出演し、4月からEテレでレギュラー放送が開始した教育バラエティー番組『ワルイコあつまれ』とのコラボレーション企画の一環[119]。
- 19日 - ラジオNIKKEIで放送されていた、実業家・経営コンサルタントの小山昇がパーソナリティを務める『小山昇の実践経営塾』が、出演者の意向により放送終了したことをこの日発表、11年の歴史に幕[120]。4月28日より放送を休止していた[121]。
- 26日（25日深夜） - 【特番】文化放送『乃木坂46の「の」』の特別番組として『乃木坂46の「の」全国ジャック特番』をこの日の0時 - 1時に放送。「乃木坂46が全国のラジオ局をジャックする」をコンセプトに、通常『レコメン!』が放送されている平日0時台のネット局36局で放送、全国共通のパートと各放送局で異なるパートの2部構成で放送した[122]。

### 6月
- 13日〜17日 - 【千葉県】bayfm『シン・ラジオ -ヒューマニスタは、かく語りき-』では1週間にわたり「夕方ラジオのシン基準!あたりまえ、そんなもの覆そうじゃない化!促進ウイーク!」と題しスペシャルウィークを実施。14日には田村亮（ロンドンブーツ1号2号）、16日には森口博子、17日には秋山竜次（ロバート）がそれぞれゲストで登場した[123]。
- 18日 - 【特番】ニッポン放送にて、前年12月、本年1月、4月に続き4度目となるBTS楽曲リクエスト特番『BTS マイ・ベスト・リクエスト』をこの日18時 - 21時10分の枠にて放送。パーソナリティは芸能界きってのARMY[注 13]でもあるお笑いコンビ・トレンディエンジェルの斎藤司、アシスタントはひろたみゆ紀がそれぞれ務めた[124]。
- 21日 - 【特番】ニッポン放送『オールナイトニッポンGOLD』のこの日の放送では『オールナイトニッポン』55周年記念企画として『山下達郎のオールナイトニッポンGOLD』を放送。パーソナリティの山下達郎（シンガーソングライター）は1976年1月から9月に水曜2部で『山下達郎のオールナイトニッポン』を担当しており、終了してから46年ぶりとなる一夜限りの復活放送となった[125]。
- 26日〜7月8日 - 【企画】乃木坂46（当時）の山崎怜奈が、乃木坂46卒業企画として「超!ラジオフレンズWEEK〜乃木坂ラジオほぼ全ジャック!!〜」と題し乃木坂46の他メンバーがレギュラー出演しているNHK・民放各局のラジオ番組計10番組に相次いでゲスト出演する企画を実施[126]。また7月14日は山崎がパーソナリティを務めるTOKYO FM『山崎怜奈の誰かに話したかったこと。』にて同企画で山崎が出演した民放6局9番組をダイジェストで振り返る特別版を放送。同回には山崎と乃木坂46の同期である鈴木絢音がゲスト出演した[127]。
- 26日 - 【東京都】J-WAVE『Mercedes‐Benz THE EXPERIENCE』のナビゲーター、スガシカオ（シンガーソングライター）が同日の放送を最後に降板[128]。

### 7月
- 3日 -【東京都】J-WAVE『Mercedes-Benz THE EXPERIENCE』のナビゲーターに亀田誠治（音楽プロデューサー、東京事変）が就任[129]。
- 8日 - 【報道・特番】11時30分ごろ、奈良県で発生した安倍晋三銃撃事件を受け、各局が速報。局によっては報道特別番組を編成した。
  - TBSラジオでは『金曜ボイスログ』放送中に速報が入り、12時45分 - 13時6分に『JRN報道特別番組「安倍元総理 銃で撃たれ心肺停止か」』を柴田秀一メインに放送し、13時までは一部JRN局が自社制作枠に内包する形でネット。また、18時 - 18時30分は『アフター6ジャンクション』を短縮し『JRN報道特別番組「安倍元総理 銃で撃たれ亡くなる」』を荻上チキと南部広美の進行で放送。こちらも一部JRN局が自社制作枠、またはナイター枠に内包する形でネット。
  - ニッポン放送では『高田文夫のラジオビバリー昼ズ』放送中に第一報。以降の各番組で随時詳報を伝えた。
  - エフエム東京では『JUMP UP MELODIES』を短縮、『川井郁子 Unframed notes』を休止し、14時40分 - 14時55分と18時00分 - 18時30分で『報道特別番組』を東京ローカルにて編成。さらに『SCHOOL OF LOCK! 教育委員会』を10分縮小し、23時 - 23時10分で『JFN報道特別番組』を全国ネットにて放送した。
- 10日 - 【報道・選挙・特番】第26回参議院議員通常選挙投開票日、各局で開票特番を放送。
  - TBSラジオ・JRN系は『開票ライブ!参院選2022』を放送（20時 - ）。司会を荻上チキ（評論家・編集者）が担当し、武田砂鉄（フリーライター）、安田菜津紀（ジャーナリスト）、能條桃子（NO YOUTH NO JAPAN代表理事）、日比麻音子（TBSアナウンサー）らが出演した[130]。
  - 【関東広域圏】
    - 文化放送では『参議院選挙開票スペシャル〜改選124議席の行方』を放送（20時 - ）。メインキャスターに長野智子（ニュースキャスター・フリーアナウンサー・ジャーナリスト、元フジテレビアナウンサー）[注 14]を起用、コメンテーターとして荻原博子（経済ジャーナリスト）などが出演した[131][132]。
    - ニッポン放送では『参議院選挙開票速報! どうする?どうなる?日本の未来』（19時58分 - ）を放送。Part1では『飯田浩司のOK! Cozy up!』のアンカーマンを務める飯田浩司（同局アナウンサー）と番組パートナーの新行市佳（同）を中心に、コメンテーターとして『Cozy up!』から須田慎一郎（ジャーナリスト）、飯田泰之（経済学者・明治大学政治経済学部教授）、宮崎哲弥（評論家）、さらに『辛坊治郎ズーム そこまで言うか!』から同番組パーソナリティの辛坊治郎（元読売テレビアナウンサー）が出演し、与野党幹部に直接質問をぶつけつつ、日本の未来、今後の日本が直面する課題について解説・議論した。Part2ではアンカーマンが森田耕次（同局報道解説委員）に交代。乾正人（産経新聞論説委員長）をコメンテーターに迎えた。また11日0時30分以降に事前インタビューの形で鈴木福（俳優）が出演。18歳を迎えて選挙権を得たばかりの鈴木に「18歳の視点からみた選挙と求めるリーダー像」「18歳が作っていきたい日本の未来」を訊いた[133]。
- 21日 - 【特番】文化放送『レコメン!』内で放送されている、男性アイドルデュオKinKi Kids（堂本剛・堂本光一）の冠レギュラー番組『KinKi Kids どんなもんヤ!』の特番として『Youたちデビューして25年もたっちゃったの!?〜KinKi Kidsどんなもんヤ!3時間生放送スペシャル〜』をこの日の22時より生放送[注 15]。この日にCDデビュー25周年を迎えることを記念して放送する物で、「25年」をテーマに放送した[134]。

### 8月
- 21日 - 【スポーツ・中京広域圏】この日放送の『東海ラジオ ガッツナイタースペシャル 中日×ヤクルト戦』（バンテリンドーム ナゴヤ、13時55分 - ）で、実況を東海テレビアナウンサーの森脇淳（1990年入社）が担当した。東海テレビのアナウンサーが東海ラジオで実況するのは史上初で、森脇自身も初のラジオ実況となった[135]。

### 9月
- 23日
  - 【特番・関東広域圏】文化放送にてこの日の8時 - 11時に、数多くの歌謡曲やCMソング、ラジオ・テレビ主題歌を手がけ、同局に関してもステーションソング「QRソング」を作曲、レギュラー番組を持つなど関わりのあった、作曲家のいずみたく（1992年没）の没後30年記念特番として『日本のスタンダードソングをつくった男〜いずみたくの世界〜』を放送。当日は泉麻人（コラムニスト）、濱田髙志（アンソロジスト）、鈴木純子（同局アナウンサー）がパーソナリティを務め、手がけた楽曲とその制作背景などを紹介するとともに、スタジオゲストにいずみの一番弟子である今陽子（歌手）などを迎えたほか、いずみの孫のラブリーサマーちゃん（シンガーソングライター）などゆかりのある人物からのコメントも放送した[136]。
  - 【中京広域圏】東海ラジオ平日朝の生ワイド番組『小島一宏 モーニングッド!』（2017年10月 - ）がこの日をもって終了、5年の歴史に幕。8月26日の放送で発表された[137]。
- 25日 - 【中京広域圏】東海ラジオ日曜夕方[注 16]の歌謡曲専門音楽ワイド『歌謡曲主義』（2018年4月 - ）がこの日をもって終了、4年半の歴史に幕。8月28日の放送でパーソナリティの井田勝也（同局アナウンサー）から発表された[138]。
- 26日
  - 【中京広域圏】
    - 東海ラジオはこの日より新コンセプト「オトナのミュージックステーション」に基づいた大規模な改編を実施。トーク中心からトークと音楽を組み合わせた番組を編成する[139]。
      - 平日早朝枠（4時45分 - 6時）は情報番組『first touch』を開始。DJは安蒜豊三（同局アナウンサー）が担当。
      - 平日朝枠（6時30分 - 9時）はデイルがDJを務める『GRooVE929』を開始。
      - 平日午前枠（9時 - 11時）は神野三枝がDJを務める『Paradise』を開始。
      - 平日昼枠（11時 - 13時）は南城大輔によるライフハックをテーマにした『LIFE HACKERS!』を開始。同番組開始にともない平日午後枠の『OH! MY CHANNEL!』は13時 - 15時の2時間番組にリニューアル。
      - 平日午後〜夕方枠（15時 - 17時）はイレーネがDJを務める『bre:eze』を開始。
      - 平日夕方枠（17時15分 - 19時）はこれまでの『ドラゴンズステーション』をリニューアルさせた『Live Dragons!』を開始。

    - CBCラジオ
      - 『ドラ魂キング』がこの日よりナイターオフ編成にあわせてリニューアル。これまで別曜日を担当してきた加藤里奈と三浦優奈の2人が火曜日を担当、水曜日には久野静香（フリーアナウンサー、元日本テレビアナウンサー）が就任する[140]。
      - 2007年4月から放送されていたAKB48→AKB48 Team 8の冠番組『AKB48 今夜は帰らない…』→『AKB48 Team 8 今夜は帰らない…』がこの日をもって終了。両番組合わせて15年半の歴史に幕。

  - 【福岡県】RKB毎日放送（RKBラジオ）はこの日より月 - 木曜13時 - 16時枠にて同局アナウンサーの武田早絵がパーソナリティを務める『＃さえのわっふる』を開始[141]。
- 27日
  - ニッポン放送
    - 【報道・関東広域圏】この日の13時 - 15時30分に『ニッポン放送報道特別番組「安倍晋三元総理大臣 国葬儀中継」』を放送。同局ニュースデスクの森田耕次が進行役（パーソナリティ）を担当、コメンテーターとして、ジャーナリストの須田慎一郎を迎えた[142]。
    - 火曜17時30分 - 20時30分枠にて、古家正亨（ラジオDJ）によるK-POP紹介番組『古家正亨 K TRACKS』が放送開始（一部NRN系ネット）[143]。

  - 【関東広域圏】文化放送の今期ナイターオフ番組として『おいでよ!青春る（アオハル）』を放送開始（火・水曜19時 - 21時）。『西川あやの おいでよ!クリエイティ部』に続く「おいでよ!シリーズ」の第2弾として放送され、「高校生が先生になる」をコンセプトに、選ばれた高校生が先生役として週替わりで出演し、生徒であるリスナーに授業を行う。番組ナビゲーターとしてお笑いコンビのTHIS IS パン（火曜担当）と世間知らズ（水曜担当）が出演[144]。
  - 【中京広域圏】
    - CBCラジオ火 - 金曜の19時 - 21時枠を音楽・トークメインのワイド枠『JUKE』として編成。この日より火曜日はTBSラジオ『アフター6ジャンクション』のネットを3シーズンぶりに再開[140]。
    - 東海ラジオ火 - 金21時枠にて、ディスクユニオン監修によるジャズ専門番組『urban jazz night with diskunion』を開始。DJは村上和宏（同局アナウンサー）が担当[139]。

  - 【福岡県】RKBラジオ火 - 木曜19時 - 21時枠にて『＃キューパレ～Kyushu Night Parade～』を開始。火曜はそよかぜましおの『そよかぜましおの今夜は増し増し』、水曜は4月よりポッドキャストで開始した『King Of Radio』が地上波に進出、木曜は服部さやかによる『服部さやかのシュンすぎ』を放送する[141]。
- 28日
  - ニッポン放送平日夜のナイターオフ番組『鶴光の噂のゴールデンリクエスト』が今期も放送（一部NRN系ネット）。ただし前年までは火 - 木曜の放送だったが、今期は火曜日に上述の『古家正亨 K TRACKS』および『ゲッターズ飯田 ラジオで占いまSHOW』が編成されるため、曜日が1日ずれて水 - 金曜の放送となる[145]。
  - 【中京広域圏】CBCラジオ『JUKE』水・木曜枠にて若手女性パーソナリティによる音楽番組『ビギナーズ』を開始。水曜日は大参もりえ、木曜日は城所あゆねが担当[140]。
- 29日
  - 【関東広域圏】文化放送にて2021年に放送された次世代パーソナリティ発掘番組『ナニモノ!』が、今期のナイターオフ番組として放送を再開（木曜19時45分 - 20時30分）。初回パーソナリティはドラムボーカリストの青いが担当した[146]。
  - 【東京都】J-WAVE平日夕方[注 17]のワイド番組『GROOVE LINE』（1998年4月 - ）がこの日をもって終了。番組名を改題した『GROOVE LINE Z』（2010年4月 - 2017年9月）を含め通算24年半の歴史に幕。9月1日の放送でナビゲーターのピストン西沢（ディスクジョッキー）から発表された[147][148]。
- 30日
  - 【関東広域圏】
    - TBSラジオ金曜17時50分 - 18時枠にて、同局の広報誌と連動した広報番組『TBSラジオプレス』が放送開始。25日まで月1回のペースで放送されていた『TBSラジオレビュー』に広報番組の要素を取り入れつつ、番組審議委員会からの報告を月に1回のペースで放送。パーソナリティは宇内梨沙（TBSテレビアナウンサー）が務める[149]。
    - 文化放送金曜21時 - 23時枠にて、女優の内田理央がパーソナリティを務める『内田理央のレコメン!FRIDAY』をこの日より放送開始。『レコメン!』の金曜版としての位置づけとともに、文化放送が強みを持つA&G番組として、内田が趣味とするアニメや漫画、ゲームに関する情報を発信する。進行サポート役として松澤千晶（フリーアナウンサー）も出演[150]。

  - 【茨城県】茨城放送（LuckyFM）の夜ワイド『今夜はLucky Night』金曜枠にて、地元茨城県出身の加藤里保菜（声優・タレント）がパーソナリティを務めるアニメソング番組『今夜はLucky Night〜りほなアニソンフライデー〜』がこの日より放送開始。2時間の生放送でリスナーのリクエストを交えながら幅広い年代・ジャンルのアニメソングを紹介しつつトークも展開する[151]。
  - 【中京広域圏】CBCラジオ『JUKE』金曜枠にて、前年放送し春改編で15分番組の「別冊」となっていた『戸井康成の金曜スクラッパー』が19時 - 21時30分に放送枠を拡大した上で放送を再開[140]。
  - 【近畿広域圏】朝日放送ラジオ金曜9時 - 12時枠にて、桂吉弥（落語家）初の単独冠番組となる『きっちり!まったり!桂吉弥です』がこの日より放送開始。パートナーの塚本麻里衣（朝日放送テレビアナウンサー）は結婚・出産を経て復帰後初のレギュラー番組となる[152]。

### 10月
- 1日
  - ニッポン放送
    - 『サンドウィッチマン ザ・ラジオショーサタデー』がこの日より東北放送（TBCラジオ）とRKBラジオでもネット開始[141][153]。
    - 土曜日のナイターオフ番組『オールナイトニッポンPremium』をこの日より開始。今期は『オールナイトニッポン』放送開始55周年を記念した内容となり、毎回週替わりでこれまでパーソナリティを務めた人物や今後担当して欲しい人物などが出演する[145]。
    - 【関東広域圏】これまで特番として放送してきた、野球ファンの芸能人による野球トーク番組『ラジオペナントレース』をレギュラー番組化し、『ラジオペナントレースNEXT powered by ニッポン放送ショウアップナイター』としてこの日より放送開始（土曜17時50分 - 19時枠）[154]。

  - 【中京広域圏】東海ラジオ土曜14時 - 17時枠にて、平松伴康がDJを務める『Connect929』を開始[139]。
  - 【東京都】J-WAVE土曜17時枠にて、7人組ボーイズグループのBE:FIRSTによる音楽番組『MILLION BILLION』を開始[155]。
  - 【宮城県】東北放送土曜午後の生ワイド番組としてロジャー大葉による『土曜3時はラジオジョッキー』を放送開始（14時55分 - 17時）[153]。
  - 【特番・広島県】中国放送（RCCラジオ）は、開局記念日にあたるこの日、長時間の大型ラジオ特番『RCC開局70年特別番組 広島大家族ラジオ〜全員集合スペシャル〜』を放送（7時 - 23時、一部レギュラー番組も編成）。RCCラジオパーソナリティ、広島にゆかりのあるタレントなどをゲストに迎え、広島東洋カープ戦中継の名実況の音源を紹介する企画や、柏村武昭（元同局アナウンサー→フリーアナウンサー）のパーソナリティで人気を博した『サテライトNo.1』（1972年 - 1988年）の復活スペシャルをエディオン（旧第一産業→ダイイチ→デオデオ）広島本店から柏村と林竹洋子（歌手、柏村の妻）、松村邦洋（タレント）などの出演で公開生放送した他、『平成ラヂオバラエティごぜん様さま』の特別版などを放送した[156]。
  - 【福岡県】RKBラジオ土曜16時枠にて、中島知子（タレント、元オセロ）による音楽番組『中島知子の黄昏歌謡曲』を開始[141]。
- 2日
  - 【関東広域圏・宮城県・長野県】文化放送『ミスDJリクエストパレード360』の放送時間を12時 - 12時55分に短縮しリニューアル。同時間帯ではこれまでの東北放送に加え、信越放送（SBCラジオ）でも12時 - 12時40分にネットを開始する。13時台は文化放送では『近藤真彦RADIO GARAGE』『編集長 稲垣吾郎』が火・水曜21時30分枠から移動する一方、東北放送では姉妹番組『ミスDJリクエストパレードTOHOKU』を文化放送からの裏送りでローカル放送として開始、千倉真理が同番組でもパーソナリティを務める[153][157][158]。
  - 【関東広域圏】TBSラジオで毎年度下半期（ナイターオフ期間）を中心に放送されてきた演芸番組『らんまんラジオ寄席』を今年度は放送せず、前年度（2022年3月）をもって48年の歴史に幕を下ろしたことを発表[159]。
  - 【中京広域圏】東海ラジオ[139]
    - （1日深夜）3時 - 4時45分枠（土曜深夜）にて源石和輝（同局アナウンサー）による音楽番組『Music Submarine』を開始。
    - 10時 - 14時枠の『SUNDAY FUNDAY!』、14時 - 17時のプロ野球シーズンオフ番組『Sound Park Sunday』をそれぞれリニューアル、前者は川村茉由が新DJに就任。
    - 17時 - 19時枠に小島一宏による『C.A.M.P.BASKET』を開始。
    - 4月改編で日曜早朝の15分番組になっていた『かにタク言ったもん勝ち』をリニューアル、19時枠に移動し1時間に放送時間を拡大。
- 3日〜9日 - 【特番】民放ラジオ99局共同キャンペーン「“スピーカーでラジオを聴こう”キャンペーン」の一環として、共同制作特番『Takara Leben Group presents民放ラジオ99局特別番組“スピーカーでラジオを聴こう”キャンペーン WE LOVE RADIO 松任谷由実 50th ANNIVERSARY〜日本中、ユーミンに包まれたなら〜』を、3日の正午より民放ラジオ各局で順次放送。キャンペーンアンバサダーを務め、この年デビュー50周年を迎えた松任谷由実（シンガーソングライター）が出演、垣花正と住吉美紀（ともにフリーアナウンサー）の進行で9月25日に行われた公開収録の模様を放送した[160]。
- 3日
  - （2日深夜）【特番・関東広域圏】ニッポン放送『オールナイトニッポン』の放送開始から55年となるこの日の1時 - 3時に記念特番『1967年10月2日 オールナイトニッポンが生まれた日』を生放送。初代パーソナリティの1人である斉藤安弘（元同局アナウンサー）が1967年10月2日の夜がどのような日だったか、関係者の証言と音楽で紐解いた[161]。
  - 【東京都】J-WAVE
    - 月 - 木曜5時枠にて早朝のワイド番組『JUST A LITTLE LOVIN'』を開始。ナビゲーターは長井優希乃（ヘナ・アーティスト、芸術教育アドバイザー）が務める[155]。
    - 月 - 木曜16時 - 19時枠にて夕方ワイド『GRAND MARQUEE』を開始。東京のカルチャーの発信を中心にした番組で、ナビゲーターはクリエーターとして活動するタカノシンヤと藤原麻里菜が担当[155]。

  - 【近畿広域圏】朝日放送ラジオ『R→933 LP.』は、病気療養に伴い前週で番組を卒業した澤田有也佳（朝日放送テレビアナウンサー）の後任として、この日より2022年に入社した朝日放送テレビアナウンサーの平野康太郎がパーソナリティに就任[162]。
- 4日
  - （3日深夜）【東京都】J-WAVE深夜ワイド『SPARK』火曜（月曜深夜）の新ナビゲーターとしてロックバンドsumikaが就任[155]。
  - 【近畿広域圏】朝日放送ラジオ『ミルクボーイの火曜日やないか!』（ABCパワフルアフタヌーン火曜枠）にて、病気療養で休演する澤田有也佳（朝日放送テレビアナウンサー）の代理アシスタントとして、鷲尾千尋（朝日放送テレビアナウンサー）が就任[163]。
- 29日 - 【関東広域圏】文化放送『A&Gメディアステーション こむちゃっとカウントダウン』で2002年10月の番組開始以来パーソナリティを務めている櫻井孝宏（声優）が、この日の生出演を取り止め、番組冒頭でコメントを寄せるとともに当面の間休演することを発表した。櫻井は『文春オンライン』で結婚していたことと、それを隠してインターネット番組の構成作家と不倫関係にあった事が報じられていた[164]。
- 31日 - NHK第1『マイあさ!』で本年4月から平日第2部のキャスターを務める阿部渉（同局エグゼクティブアナウンサー）が、本人の申し出によりこの日をもって降板したことが発表された。阿部は29日に『文春オンライン』で同局女性職員と不倫関係にある事が報じられており、27日から番組を欠席していた[165]。

### 11月
- 3日
  - 【特番】
    - 【関東広域圏】文化放送は文化の日のこの日に8時から18時45分にかけて、レギュラー番組を横断した特別企画『文化放送の「文化祭」〜ラジオは文化ですよ〜』を放送。実行委員長・メインMCは大竹まことが務め、「文化」をテーマに文化祭さながらの様々な企画を実施、YouTubeでも映像の生配信を行った[166][167]。
    - TOKYO FM・JFN系で毎年同日に放送されている特別番組『FMフェスティバル』をこの日の14時から17時に『FMフェスティバル2022 〜原 由子のGood Times Radio〜ときどき(!?) 何処かで桑田佳祐』としてJFN38局ネットで放送[注 18]。進行役を住吉美紀、ゲストインタビュアーを亀田誠治がそれぞれ担当し、シンガーソングライターでサザンオールスターズのメンバーである原由子および同グループのボーカルである桑田佳祐のソロ活動に焦点を当てるほか、10月19日に発売されたオリジナル・アルバム『婦人の肖像 (Portrait of a Lady)』にまつわるトークなどを放送。番組内では桑田も随所でコメント出演した[168]。
- 6日 - ニッポン放送『ももいろクローバーZ ももクロくらぶxoxo』は、この日ももいろクローバーZメンバーの高城れにがプロ野球選手の宇佐見真吾（当時北海道日本ハムファイターズ捕手）との結婚を発表したことを受けて、ニッポン放送のみ急遽高城と吉田尚記（同局アナウンサー）の出演で生放送を実施。さらに番組終盤では同じ時間に生放送中のMBSラジオ『MBSヤングタウン日曜日』と回線を繋いで同時放送を実施、同番組のパーソナリティで高城と親交のある笑福亭鶴瓶（落語家）とのクロストークを行った[169]。
- 7日 - NHKラジオ第1の朝枠ワイド情報番組『マイあさ!』は、この日の放送より新メインパーソナリティとして野村正育（NHKアナウンサー）が登板[170]。
- 11日 - 【特番】ニッポン放送・NRN系にて、2012年に死去した女優の森光子の没後10周年記念の特別番組として、『森光子没後10周年スペシャル〜紡ぐ想い、繋ぐ愛〜』をこの日の20時台に放送。2009年1月放送の『森光子のオールナイトニッポン』でアシスタントを務めた上柳昌彦（フリーアナウンサー、元同局アナウンサー）の進行で、ニッポン放送の秘蔵音源を紹介、ゲストとして若手時代から森と親交のあった井上芳雄（俳優）を招いた[171]。
- 12日 - 【健康問題】ニッポン放送『中居正広 ON&ON AIR』は、体調不良で1ヶ月間の休養に入った中居正広（タレント、元SMAP）の代理パーソナリティとして、ジャニーズ事務所時代の後輩である藤ヶ谷太輔（Kis-My-Ft2）がこの日の放送より出演。藤ヶ谷は同じニッポン放送の1つ前の時間帯で『藤ヶ谷太輔 Peaceful Days』を担当しているため、1時間連続で2番組に出演することになる[172][173]。
- 20日 - 12月18日 - 【スポーツ】サッカー・FIFAワールドカップカタール大会開催。NHKラジオ第1・FMで日本代表戦や決勝戦などを中継。

### 12月
- 5日 - TBSラジオ制作・JRN系『三遊亭円楽のおたよりください!』[注 1]は、代理パーソナリティの伊集院光がこの日より2代目パーソナリティとして番組を引き継ぎ、番組名も『伊集院光のおたよりください!』に改題した[174][175]。
- 8日（7日深夜） - この日放送のTBSラジオ『水曜JUNK 山里亮太の不毛な議論』に山崎静代（南海キャンディーズ）がゲスト出演し、俳優の佐藤達と婚約したことをサプライズ発表。パーソナリティを務める相方の山里亮太は事実を知らされていなかった。番組終盤には佐藤も出演、山里に婚姻届の証人サインを求め、山里もそれに応じた[176][177]。
- 16日 - ニッポン放送『吉田拓郎のオールナイトニッポンGOLD』は、メインパーソナリティの吉田拓郎（シンガーソングライター）の年内一杯での芸能活動終了に伴いこの日をもって終了した[178][179][180]。
- 20日 - 【特番】文化放送・NRN系『氷川きよし 限界突破RADIO』の特別番組として『氷川きよし 22年の感謝を込めて 限界突破RADIO』を文化放送でこの日19時 - 21時に放送（NRN系列局で時差ネットあり）。これはパーソナリティの氷川きよし（歌手）の休養に伴い、文化放送で22年3か月にわたって続けてきた氷川の冠レギュラーシリーズ[注 19]が終了することによるもので、この日の放送では過去の名物コーナーの復活企画を行った他、かつて共にパーソナリティを務めた寺島尚正（元同局アナウンサー）もゲスト出演した[181][182]。
- 23日 - 【特番・追悼・関東広域圏】文化放送
  - 11月28日に死去した渡辺徹（俳優・タレント）の追悼番組として、『ありがとう、徹さん!』をこの日の19時 - 20時に放送。渡辺がパーソナリティを務めた『渡辺徹 家族の時間』を始めとする同局出演時の音源を流すと共に、親交のあった山田邦子（タレント）をゲストに招いて思い出を聞いたほか、長男の渡辺裕太（俳優）のコメントも放送した[183]。
  - 12月6日に死去した水木一郎（歌手）の追悼番組として、『水木一郎 不滅のヒーローソングス』をこの日の20時 - 20時30分に放送。パーソナリティの鈴村健一（声優）が水木の生い立ちや楽曲、番組出演時の音源を紹介した[184]。
- 24日・25日 - 【特番】NRN系のAMラジオ局11局（ニッポン放送、STVラジオ、青森放送、IBC岩手放送、ラジオ福島、ラジオ大阪、和歌山放送、中国放送、西日本放送、九州朝日放送、ラジオ沖縄）において、クリスマス恒例の24時間チャリティ特番『ラジオ・チャリティー・ミュージックソン』（24日正午 - 25日正午）を放送。
  - 【関東広域圏】このうちキー局のニッポン放送では、メインパーソナリティを、ジャニーズ事務所所属のアイドルグループ・SixTONESが務めた。SixTONESは3年連続で担当、単独では2年連続となる[185]。
- 25日 - 【東京都】J-WAVE『ACROSS THE SKY』で、2017年10月の番組開始以来5年3か月にわたりナビゲーターを務めた玄理（女優）がこの日をもって番組を卒業。12月18日の番組内で発表したもので、俳優業との両立が難しくなったことが理由としている[186]。
- 26日
  - 【倫理問題】NHKは11月18日放送のラジオ第1『高橋源一郎の飛ぶ教室』において、山本文緒（作家、2021年没）の闘病記『無人島のふたり 120日以上生きなくちゃ日記』を紹介する際に、著作権法で認められる範囲を超えて本文を読み上げたことで、「著作権への配慮に欠けた不適切な行為があった」として、この日までに番組公式サイトで謝罪した。山本の夫から放送翌日に「引用の範囲を逸脱している」と指摘を受けたもので、今後同様のことを繰り返さないよう著作権や取り扱う作品への配慮を、改めて徹底するとしている[187][188]。
  - 【関東広域圏】文化放送は『A&Gメディアステーション こむちゃっとカウントダウン』のパーソナリティ・櫻井孝宏が関係各所との協議の結果降板することを発表した。番組は継続するが、後任については未定[189]。
- 27日 - 【特番・追悼・演芸・関東広域圏】TBSラジオにて9月30日に死去した六代目三遊亭円楽の追悼番組として、『さようなら六代目三遊亭円楽』を放送（22時 - 23時）。弟子だった伊集院光（タレント）のナビゲートのもと、ゆかりのゲストを招きながらTBSラジオの秘蔵音源を紹介した[190][191]。
- 30日
  - 文化放送
    - NRN系で放送の氷川きよし（歌手）の冠レギュラー番組『氷川きよし 限界突破RADIO』がこの日の放送をもって終了。氷川が翌31日をもって活動休止することに伴うもので、これによりデビュー以来22年3か月にわたって文化放送で続けてきた冠レギュラーシリーズ[注 19]の歴史に幕を下ろした[182]。
    - 【特番・追悼・演芸・関東広域圏】六代目三遊亭円楽の追悼番組として、『笑いは不屈!座布団10枚の落語人生』をこの日の19時 - 20時に放送。日本テレビ系『笑点』でも共演していた林家たい平（落語家）がパーソナリティを務め、円楽の思い出を語るとともに、番組出演時の音声を紹介、文化放送の演芸番組で披露した落語の秘蔵音源も放送した[192]。

  - 【音楽・賞】TBSラジオにて年末恒例の『第64回 輝く!日本レコード大賞』発表音楽会の模様を東京・初台の新国立劇場中劇場から生放送[193]（18時 - 22時[190]。TBSテレビ系と同時放送[注 20]）。総合司会は安住紳一郎（TBSアナウンサー）と有村架純（女優）が[194]、ラジオ中継進行は赤荻歩（TBSアナウンサー）がそれぞれ担当した[190]。なお、これに先立つ形で11月16日に主催の日本作曲家協会より各部門賞が発表された[195][196]。大賞はSEKAI NO OWARIの「Habit」が受賞した[197]。
  - 【特番・関東広域圏】ニッポン放送にて、萩本欽一（タレント）がパーソナリティを務めた『欽ちゃんのドーンといってみよう!』（1972年10月 - 1979年4月）の放送開始から50年になるのを記念した特別番組『欽ちゃんのドーンと50年!』を放送（11時 - 12時）[198]。
- 31日 - 【音楽・特番】大晦日恒例の『第73回NHK紅白歌合戦』を2年ぶりにNHKホール（渋谷区神南）から生放送（19時20分 - 23時45分。ラジオ第1。NHK総合・BS4K・BS8Kと同時放送）[注 21][199][200]。また今年度の番組テーマを『LOVE & PEACE-みんなでシェア!-』と定め[201]、中核となる司会者について大泉洋（俳優・タレント）、橋本環奈（女優）、桑子真帆（NHKアナウンサー）の3名を、スペシャルナビゲーターとして櫻井翔（嵐）をそれぞれ起用した[202][203]。

## 主なその他ラジオ関連の出来事

### 1月
- 1日 - 【CI・ロゴ・広島県】中国放送（RCC）がこの日、本年10月1日に開局70年を迎えるのを機に、新CIならびにロゴを制定[204]。
- 5日 - 【イベント・茨城県】茨城放送（LuckyFM）が、本年8月に茨城県で新たな音楽フェスティバルを開催するため運営委員会を設立したと発表した。これは同局が主催や協力で参加してきた「ROCK IN JAPAN FESTIVAL」が、会場をこれまでの国営ひたち海浜公園（茨城県ひたちなか市）から千葉市蘇我スポーツ公園（千葉市中央区）に移すことに伴い、「茨城のフェス文化の灯を消すな！」をスローガンに行動を起こしたもので、開催場所や日程は今後発表予定となっている[205]。→7月23日・24日の記述も参照。
- 14日 - いずれも【訃報】
  - 1967年にTBS（当時・東京放送、現・TBSホールディングス）にアナウンサーとして入社、TBSラジオの『パックインミュージック』（火曜担当、1969年）や『ワン・オクロック・ジャズ』（1977年）など数々の番組でパーソナリティを担当、長髪にTシャツというワイルドな出で立ちから“赤坂原人”の異名でラジオリスナーに親しまれたフリーアナウンサー（元TBSアナウンサー）の宮内鎮雄がこの日、膵臓癌のため死去（76歳没）[206]。
  - 【福島県】NHK福島放送劇団を経て1979年からラジオ福島で放送が開始された『福島のむかし話→おばあちゃんのむかし話』を40年以上にわたり担当していた声優の森和美がこの日の夜、病気のため福島市内の病院で死去（89歳没）。訃報は1月20日に明らかになった[207]。
- 19日 - 【不祥事・徳島県】四国放送（JRT）はこの日、同社ラジオ局の社員が管理権限者として運用を担当していた同社公式Twitterにおいて、ある国政政党及びその代表者を一方的に貶める悪質投稿を行っていたこと及び、当該社員が個人用Twitterにて政治的中立性・公平性を損なう投稿を行っていたことが判明したとして、社として当該政党及びその代表者に対して謝罪を行うと共に1月4日付で当該社員を懲戒解雇処分、また代表取締役社長の岡元直及びラジオ局担当役員を減俸処分とするなどの社内処分を行ったことを発表した。また同社では本件を受けて再発防止策として同社公式SNS運用方針を厳格にする措置を執り、社内コンプライアンスの確立や服務規律の厳格化を進める方針を打ち出している[208][209]。
- 31日 - 【活動進退】NHKアナウンサーとして主に大相撲中継などスポーツ実況で活躍した藤井康生（1979年入局）がこの日をもって再雇用期間終了によりNHKを退局、翌2月1日付けでフリーアナウンサーに転向。藤井は2017年に60歳定年を迎えたが、その後も再雇用という形で在籍していた[210]。

### 2月
- 8日 - 【キャンペーン】日本民間放送連盟ラジオ委員会は、民放ラジオ99局共同キャンペーンとして、この日から秋頃にかけて「“スピーカーでラジオを聴こう”キャンペーン」を開始。ラジオコンテンツをスピーカーで聴く楽しみを広めて媒体の価値向上を図る狙いがあり、スペシャルパートナーとしてradikoが参加、キャンペーンアンバサダーにこの年デビュー50周年を迎える歌手の松任谷由実が就任[211]。
- 11日 - 【放送休止・コミュニティ放送・北海道】北海道北見市のコミュニティ放送局・FMオホーツク（2008年開局）がこの日18時をもって放送を休止。同局はオホーツク総合振興局管内で初めてコミュニティ放送を開始したが、局の運営に必要な資格を持つ社長が先月死去し、社長不在のまま放送を継続することは困難と判断したものによる[212]。その後8月9日に北海道総合通信局に廃局届を提出し受理され、同日付で廃止された[213]。
- 17日 - 【訃報】宮田羊かんとのコンビ「松鶴家千とせ・宮田羊かん」を経てソロの漫談家に転向、1970年代半ばに発表した「わかるかナ、わかんねェだろうナ（夕やけこやけ）」でブレークし、ラジオ番組では『千とせのふり向けば演歌』（アール・エフ・ラジオ日本）のパーソナリティも務めたことがある松鶴家千代若・千代菊門下の漫才師で俳優・タレントの松鶴家千とせ（本名：小谷津英雄）がこの日の朝、1月28日に発症した急性心筋梗塞の影響による心不全のため東京都内の病院で死去（84歳没）[214]。
- 18日 - 【訃報・広島県】本名名義で広島県ローカルの放送作家として活動する傍ら、「一文字弥太郎」のマイクネームで覆面パーソナリティとして中国放送『びしびしばしばしらんらんラジオ』や『一文字弥太郎の週末ナチュラリスト 朝ナマ!』のパーソナリティを担当した、タレント・放送作家の一文字弥太郎（本名：名切勝則）が死去（62歳没）。1月中旬より新型コロナ感染による肺炎の重症化で療養しており、訃報は19日の『一文字弥太郎の週末ナチュラリスト 朝ナマ!』冒頭で公表された[215][216][217]。
- 20日 - 【訃報】1964年にクラウンレコードから同社新人歌手第1号[218] として「君だけを」でデビューし、「星娘」「星のフラメンコ」などのヒット曲を発表し、また俳優としてもテレビドラマや映画などで数多くの作品に出演、ラジオ番組では東京放送（現・TBSラジオ）の深夜番組『夜のバラード』[注 22]（1966年 - 1971年）のテーマソング「星のフィアンセ」（1968年）を歌唱した経歴を持つ歌手・俳優・タレントであり、昭和時代の歌謡曲黄金時代の立役者のひとりであった西郷輝彦（本名：今川盛揮）がこの日午前、前立腺癌のため東京都内の病院で死去（75歳没）[219]。
- 28日 - 【閉局・コミュニティ放送・大阪府】大阪府枚方市のコミュニティ放送局・エフエムひらかたがこの日をもって放送を終了、25年余りの歴史に幕。スマートフォンやSNSの普及に伴い、筆頭株主である枚方市による同局への災害時情報伝達の放送委託事業が2021年度限りで終了、代替するスポンサーも見つからないことから事業継続を断念することによるもので、会社自体も3月末で解散した[220]。

### 3月
- 3日 - 【訃報】1972年にプロ野球・中日ドラゴンズに入団[注 23]、1986年に日本ハム（現・北海道日本ハム）ファイターズで現役引退するまで通算107勝を挙げ、引退後は東海ラジオ放送の専属解説者として『東海ラジオ ガッツナイター』に出演し、また1996年の衆議院選挙に愛知4区にて新進党公認候補として当選し、1期務めた経歴も持つ野球評論家の三沢淳がこの日、中皮腫のため名古屋市内の病院で死去（69歳没）。訃報は6日に中日球団から発表された[221][222]。
- 6日 - 【訃報・沖縄県】極東放送（現・エフエム沖縄）を経て琉球放送のアナウンサーとして1995年から開始された懐メロ音楽番組『こんばんは!仲地昌京です』を20年以上担当。またラジオ局専任局長などを経て1996年に定年退職した後もフリーとして琉球放送（RBCiラジオ）の番組に引き続き出演していた仲地昌京がこの日夕方、老衰のため沖縄県南風原町内の病院で死去（85歳没）。訃報は10日に明らかになった[223][224]。
- 7日
  - 【免許交付・静岡県】総務省東海総合通信局は、静岡放送（SBSラジオ）に御殿場FM補完中継局の本免許を交付[225]。
  - 【訃報】昭和30年代から詩人として活動し、第25回H氏賞（1975年）など数々の賞を受賞。また『FMモーニング東京』（FM東京、1979年 - 1990年）のパーソナリティを一貫して務め、むさしのFM（東京都武蔵野市）開局時からの昼番組『むさしの情報バイキング』のパーソナリティも務めた詩人・俳人の清水哲男がこの日腎不全のため死去（84歳没）[226]。
- 9日 - 【放送事故・大阪府・近畿広域圏】この日の13時50分頃にFM802及びFM COCOLOの放送システムに不具合が発生し放送が一時中断した。802は14時18分頃[227]、COCOLOは15時15分頃[228] にそれぞれ復旧し放送を再開している。詳しい原因については調査中としている[229][230][231]。
- 19日 - 【訃報・沖縄県】ラジオ沖縄（ROK）で長きにわたりアナウンサーとして活動した宮平良紀がこの日昼過ぎ、那覇市内の病院で死去（80歳没）。かねてから病気療養中だった[232]。
- 20日・27日 - 【演劇・配信】ニッポン放送『オールナイトニッポン』放送開始55周年記念企画として、ニッポン放送社内を舞台にして演じる演劇『オールナイトニッポン55周年記念公演「あの夜を覚えてる」』を、この両日生配信形式で上演。千葉雄大と髙橋ひかるのダブル主演で、総合演出は佐久間宣行が担当、主題歌はCreepy Nuts・Ayase・幾田りらのコラボ楽曲となっている[233]。
- 23日 - 【訃報】音楽評論家であり、またNHK-FM放送『クロスオーバーイレブン』の選曲を小倉エージ（音楽評論家・料理評論家）と共に担当したことで知られる大伴良則がこの日夜遅く、腹部大動脈瘤破裂のため死去（73歳没）。訃報は音楽プロジェクト・ディッセンバーズの公式サイトで公表された[234]。
- 25日 - 【経営・企業再編・福岡県】九州朝日放送（KBC）はこの日開催した取締役会に於いて、認定放送持株会社へ移行するための手続きを実施することを決議した。同社は2023年4月1日付でグループ企業を統括する「KBCグループホールディングス株式会社」を設立する方針で、そのための準備会社として本年4月1日付で「九州朝日放送分割準備会社株式会社」を設立する。準備会社が持株会社移行と同時に現行の放送事業であるKBCテレビ及びKBCラジオは分離せず新たに発足する「九州朝日放送株式会社」が全て引き継ぐ形でテレビ・ラジオ放送を継続する。また現行のKBC子会社のケービーシーメディアやケイ・ビー・シー映像などの企業は持株会社の傘下となる[235]。
- 28日〜4月3日 - 【企画・関東広域圏】文化放送は3月31日に開局70周年を迎えるのに合わせて、記念の特別企画としてこの期間を「開局70周年ウィーク」と銘打って各種企画を展開した[60][61]。
- 28日 - 【新社屋・移転・放送開始・高知県】高知放送（RKC）が旧本社屋（高知新聞放送会館）の東側隣接地に竣工した新社屋（高知市本町3丁目、2021年10月竣工[236]）に移転・放送開始[237][238]。
- 31日
  - 【活動進退】
    - 【キー局】TBSテレビアナウンサーの堀井美香（1995年入社）がこの日をもってTBSを退社。翌4月1日付けで芸能事務所・フロムファーストプロダクション所属のフリーアナウンサーに転向。退社は2月25日午後に更新した自身のTwitterで表明した[239][240]。
    - 【関東広域圏】文化放送アナウンサーの石川真紀（1997年入社）が、この日をもって25年間在職した同社を退職。18日に自身のTwitterアカウントで、21日に『大竹まこと ゴールデンラジオ!』の番組内で明らかにした。今後は大学時代の同期と起業家育成・キャリア支援事業を起業、そのかたわら社会人学生として経営に関して学びなおすとともに、ファシリテーター業も行っていく意向を明らかにしている[241][242]。
    - 【愛知県】ZIP-FMで開局当初から28年半にわたってパーソナリティを担当していたジェイムス・ヘイブンスがZIP-FMの契約を満了した。
    - 【山梨県】山梨放送（YBS）アナウンサーの海野紀恵（2011年に愛媛朝日テレビより移籍）が、この日付で10年間在職した同社を退職[243]。退職は自身が担当するラジオ番組『はみだし しゃべくりラジオ キックス』（火曜日）の3月15日放送で明らかにした。今後はフリーアナウンサーとしての活動を希望しつつ、長野県の実家が浄土真宗本願寺派の寺院で自身も浄土真宗の僧籍を持つことから宗教・寺院関係の活動にも力を入れたいとしている[243]。
    - 【兵庫県】ラジオ関西（CRK）アナウンサーの三上公也（1979年入社）が、この日をもって43年間在職した同社を定年退職。今後はフリーアナウンサーとして『三上公也の朝は恋人』のパーソナリティを担当する[244]。

  - 【施設・スタジオ・営業終了・兵庫県】ラジオ関西のさんちかサテライトスタジオ（神戸市中央区三宮地下街、1967年 - ）が使用終了、55年の歴史に幕[245]。

### 4月
- 1日

interfmの新ロゴ

  - 【活動進退・人事・近畿広域圏】朝日放送テレビアナウンサーの八塚彩美（2009年に朝日放送〈当時、現・朝日放送グループホールディングス〉入社）が同日付で同局総合編成局アナウンス部から総務局総務部へ異動。異動の件は自身が担当していたABCラジオ『サニー・フランシスのマサララジオ』番組内にて発表した[246]。
  - 【CI・ロゴ・関東外国語放送エリア】InterFM897がこの日よりステーション名を社名と同じInterFM897から「interfm」に、ステートメントを「Find Your Colors（ファインド・ユア・カラーズ）」に、ステーションロゴをPERIMETRON・佐々木集デザインのものにそれぞれ変更[247]。
  - 【京都府・大阪府・radiko】エフエム京都（α-Station）のradiko基本サービスでの配信エリアが、この日よりこれまでの京都府に加え大阪府にも拡大[248]。
  - 【石川県】
    - 【CI・ロゴ・キャンペーン】北陸放送（MRO）がこの日、本年5月10日に開局70年を迎えるのを機に、新CIならびにロゴを制定。同じくして新キャッチコピーを「ツケテミツケテミ!」を発表、新キャラクターとして「テミじぃ」が登場。また、記念特番のキャンペーンサポーターを国分太一（TOKIO）が務める[249]。
    - 【移転】エフエム石川が社屋をこれまでの金沢市彦三町2丁目のむさしビルから同市香林坊2丁目の香林坊ラモーダ5階に移転。同月4日からは新社屋での放送を開始する[250]。
- 16日 - 【訃報】劇団俳優座養成所を経て1961年に東映映画『あれが港の灯だ』で俳優としてデビューし、NHK連続テレビ小説『いちばん星』（1977年、野口雨情役）を始めとして数々の作品に出演。タレントとしてもテレビ番組の司会やナレーターなどで活動、ラジオ番組では『柳生博の楽しさ発見』（TBSラジオ）のパーソナリティを務めた経験を持つ俳優・タレント、自然環境保護活動家（第5代日本野鳥の会会長・「コウノトリファンクラブ」初代会長）の柳生博がこの日、山梨県北杜市の自宅で老衰のため死去（85歳没）。訃報は21日に、自身がオーナーを務める「八ヶ岳倶楽部」のFacebookにて公表された[251][252]。
- 18日 - 【結婚・京都府】KBS京都アナウンサーの海平和（2010年入社）がこの日更新した自身のInstagramにおいて、15日に一般男性と結婚したことを報告した。アナウンサー活動は今後も継続する[253]。
- 19日 - 【事業問題・東京都】エフエム東京（TOKYO FM）は、2019年に判明したマルチメディア放送「i-dio」[注 24]に関連する旧経営陣による不正会計問題を巡り、旧経営陣が法令に違反したことで損害を受けたとして、当時の会長だった冨木田道臣、同じく社長だった千代勝美ら元取締役4人に対し、計約4億8230万円の損害賠償を求め東京地方裁判所に提訴したと発表した[254]。
- 22日 - 【訃報】1937年に横山東六（漫才師、1980年没）が結成した音曲漫才グループ「横山トーロクショウ」にアコーディオン奏者として加入し、1952年に「横山ホットブラザーズ」と名を改めて以降も演芸番組への出演を始め、毎日放送（現：MBSラジオ）『ホットのしゃべって当てまショー!』のパーソナリティを務めたことで知られた、漫才師の横山マコト（本名：横山誠[注 25]）がこの日、虚血性心疾患のため死去（87歳没）[255]。
- 24日 - 【イベント・近畿広域圏】朝日放送ラジオ春恒例の「ABCラジオ春フェス2022〜ミューパラ1stグリーティングinうめきた」をこの日グランフロント大阪うめきた広場（大阪市北区）で開催。3年ぶりとなるリアル開催で、今回は『ABCミュージックパラダイス』（ミューパラ）再開後初のイベントとして開催した[256]。
- 30日 - いずれも【活動進退】
  - 【芸能】2009年に金子学（元・ナナイロ）・阿諏訪泰義（元・ワンスター）の二人で結成し、ラジオ番組ではTBSラジオ『うしろシティ 星のギガボディ』（2016年9月 - 2021年3月）のパーソナリティも務めた、松竹芸能所属のお笑いコンビ・うしろシティがこの日を以て解散。コンビ解散については28日、松竹芸能の公式サイトにて発表された。金子は引き続き同社所属、一方の阿諏訪は退所し、それぞれ個人で活動する意向[257]。
  - 【放送・鹿児島県】南日本放送（MBC、TBS系）アナウンサーの緒方桃子（2017年入社）が同日付で5年1ヶ月在職した同局を退職。退職後の活動については未定[258]。
  - 【訃報】1964年に結成された漫才トリオ「ナンセンストリオ」のメンバー[注 26]として活動し、「赤あげて! 白下げて! 白あげないで赤下げる!」のコントで一世を風靡し、トリオ解散後は原田健二とのコンビ「ナンセンス」などで活動。NHKラジオ『真打ち競演』などの演芸番組に出演し、晩年は漫談家としてピンで活動していたお笑い芸人の岸野猛（本名：伊東正弘）が、この日までに東京都内の自宅で亡くなっていたことが警察の調査・確認により判明したことを所属の漫才協会が発表した（86歳没）[259]。

### 5月
- 2日〜8日 - 【キャンペーン・社会貢献】TBSラジオほかTBSグループが2020年に開始し、今回4回目となるSDGs（持続可能な開発目標）への意識向上喚起を図るキャンペーン『地球を笑顔にするWEEK』を展開。今回のキャンペーン大使は杏（女優）、川島明（タレント、麒麟）、井上咲楽（タレント）、国山ハセン（TBSテレビアナウンサー）が就任。TBSラジオでは『生島ヒロシのおはよう一直線』『アシタノカレッジ』『井上貴博 土曜日の『あ』』3番組横断による特別企画「Challengers」を実施したほか、赤坂サカスでのイベント「世界を笑顔にする広場」に、子供たちがラジオDJを体験できる「子どもTBSラジオ」ブースを開設[260]。
- 6日〜14日 - 【キャンペーン・青少年】NHKでは、日本の子ども・若者の「精神的幸福度」が先進38ヶ国中37位という結果（2020年ユニセフ調査）を受け、子どもや若者の幸せについて考えるプロジェクト『君の声が聴きたい』を実施。同プロジェクトでは特設サイトやアンケート、取材などで集めた子ども・若者の声に耳を傾け"幸せ"について考えた。期間中、ラジオ第1にてその声に向き合った内容の番組を放送した[261]。
- 9日 - 【施設・移転・放送開始・佐賀県】NHK佐賀放送局（SP）が、佐賀市松原1丁目の新放送会館（2021年9月30日竣工）に移転、この日より運用（放送・業務）開始[262]。
- 11日 - 【訃報】劇団青年座を経て1985年に肥後克広、寺門ジモンらとお笑いグループ「キムチ倶楽部」を結成、後に肥後、寺門との3人でダチョウ倶楽部に移行、テレビでは日本テレビ系『スーパーJOCKEY』『ビートたけしのお笑いウルトラクイズ』やフジテレビ系『ものまね王座決定戦』『笑っていいとも!』『志村けんのバカ殿様』など数々のバラエティ番組に出演、個人としては志村けん（2020年没）の一座に参加して俳優としても活動するなど各方面で多彩な活動を展開。ラジオでは、『セイ!ヤング21』（文化放送、2001年 - 2002年）や志村けんがDJを務めた『志村けんのFIRST STAGE〜はじめの一歩〜』（JFN系）や『志村けんの夜の虫』（TBSラジオ）でアシスタントとして出演した、お笑いタレントの上島竜兵がこの日未明、東京都中野区内の自宅で倒れているのが見つかり病院に搬送されたが死亡が確認された（61歳没）[263][264]。
- 16日 - 【近畿広域圏】朝日放送ラジオ
  - 【事業・業務提携】放送持株会社の朝日放送グループホールディングス（ABCGHD）が、オンラインメディア事業のBuzzFeed Japanとの資本業務提携に係る契約を締結[265]。
  - 【スポーツ・音楽関連】第104回全国高等学校野球選手権大会（阪神甲子園球場、8月6日開幕）の中継番組などで使用する「夏の高校野球応援ソング」に、シンガーソングライターの平井大が歌唱する「栄光の扉」の採用をこの日発表[266]。
- 20日 - 【催事・佐賀県】NHK佐賀放送局が新会館移転（9日、上述）に伴い、この日、同所にて開始記念式典を執行。また、21・22日の両日に記念イベント「さがくすフェスタ」を開催した[267]。
- 21日 - 【訃報】1954年に二代目広澤菊春（1964年没）に入門、初名の廣澤菊奴を名乗った時代から、NHK-FM『浪曲十八番』をはじめとするテレビ・ラジオの浪曲番組に数多く出演し、1973年『第1回NHK浪曲新人コンクール』最優秀賞や1982年の文化庁芸術祭優秀賞を受賞、2008年から日本浪曲協会会長を3期務めた浪曲師の澤孝子（本名：加瀬孝子）がこの日、脳溢血のため死去（82歳没）。澤は19日に自宅で倒れているのが見つかり病院に搬送されていた。訃報は27日に日本浪曲協会から公表された[268][269]。

### 6月
- 1日 - 【賞】「第59回ギャラクシー賞」（NPO法人放送批評懇談会主催）の授賞式がこの日執り行われ、ラジオ部門大賞をCBCラジオが2021年5月29日に放送したドキュメンタリー『ERのオーケストラ』が[270]、DJパーソナリティ賞を山陰放送（BSS）アナウンサーでBSSラジオ『森谷佳奈のはきださNIGHT!』パーソナリティの森谷佳奈がそれぞれ受賞した[271]。また、放送文化や放送事業の発展に貢献した個人を顕彰する「志賀信夫賞」には、琉球放送（RBC）で沖縄戦後初のアナウンサーや沖縄放送協会の初代会長を務め、ジョン・カビラ（ラジオパーソナリティ）・川平慈英（俳優・タレント・スポーツキャスター）兄弟の父としても知られる川平朝清に贈られた[272]。
- 7日 - 【賞】「第48回放送文化基金賞」（公益財団法人放送文化基金主催）の受賞がこの日発表。ラジオ番組部門では、NHK-FM『FMシアター』で2021年4月24日に放送された『手を振る仕事』[注 27]が最優秀賞を受賞。また、個人・グループ部門でも、長年沖縄県を拠点に活動するパーソナリティの上原直彦が受賞した[273]。
- 9日 - 【訃報】1989年にNHKにアナウンサーとして入局、1994年にTBS（当時：東京放送、現・TBSホールディングス）へ移籍、スポーツ中継の実況や報道番組のキャスターなどで活躍した他、2001年9月のアメリカ同時多発テロ事件の取材特派員として パキスタンのJNNイスラマバード支局に出向した経験を持ち、2017年の人事異動でアナウンサー職を退いた後もTBSラジオ『木曜JUNK おぎやはぎのメガネびいき』のコーナー「おぎやはぎ批評」のナレーションを務め続けた、TBSテレビ元アナウンサーで財務戦略局社員の升田尚宏がこの日朝、自宅で倒れ死去（55歳没）[274]。
- 13日 - 【訃報】ラジオ大阪でディレクターやプロデューサーとして活動、同局退職後は広告代理店を経営、私生活ではお笑いコンビ・ハイヒールのリンゴと同局在職中の1995年に結婚した、実業家の美村篤洋がこの日死去（74歳没）。訃報は17日に明らかにされた[275][276][277]。
- 20日 - 【配信】ニッポン放送『オールナイトニッポン』放送開始55年記念企画として、この日より2000年以降の過去の番組が聴取できるアーカイブサブスクリプションサービス『オールナイトニッポンJAM』のサービスを開始[278][279]。
- 21日 - 【人事・静岡県】静岡放送（SBS）は現社長の榛葉英二が退任し、新社長として兄弟会社の静岡新聞社社長を務める大須賀紳晃が兼任し、また代表取締役として取締役編成業務局長を務めていた谷口智康が就任する人事を発令・執行[280]。
- 23日 - 【訃報】團伊玖磨（2001年没）と諸井三郎（1977年没）に師事したのち、1953年に中部日本放送（CBCラジオ）のラジオドラマ『アトムボーイ』の劇伴音楽で作曲家デビュー、その後は映画音楽やアニメ・特撮などテレビ番組の音楽を多数手掛け、晩年にはNHK-FM『アニソン・アカデミー』のテーマ曲「アニソン・アカデミー校歌」を作曲するなど、多岐に亘る作品を世に送り出した作曲家の渡辺宙明（わたなべ・ちゅうめい、本名の読み：わたなべ・みちあき）がこの日早朝、老衰による心不全のため東京都渋谷区内の病院で死去（96歳没）[281][282]。
- 24日 - 【訃報】味の素ゼネラルフーヅ社員からラジオディレクターなどを経てマスコミ界に入り、歯に衣着せぬ痛烈な社会批評を展開したことでその名を知られ、ラジオ番組では『赤江珠緒 たまむすび』（TBSラジオ）月曜日の「週刊ニッポンの空気」コーナーレギュラーや、2015年4月から2018年9月まで『TIME LINE』（TOKYO FM）の金曜日パーソナリティを務めたこともあるコラムニスト・社会批評家の小田嶋隆がこの日、病気のため死去（65歳没）[283]。
- 28日 - 【訃報】TBSテレビ系『水戸黄門』の三代目水戸光圀役（1993年 - 2000年）などの俳優として活躍したほか、童話作家の顔を持ちNHKラジオ第2放送『お話でてこい』の朗読を長年にわたり担当した佐野浅夫がこの日の夜、老衰のため京都市内の自宅で死去（96歳没）。訃報は7月4日に判明した[284]。
- 29日 - 【企業再編・中京広域圏】CBCラジオの親会社であり、CBCグループ[注 28]の放送持株会社である中部日本放送の連結子会社で愛知県内でタクシー事業を展開する文化交通（本社：名古屋市中区）の全株式を大阪府で観光バスなどを運営する大阪バス（本社：東大阪市）との間で株式譲渡契約を締結し、実行したと発表[285]。
- 30日 - 【不祥事・埼玉県】NACK5営業部長による「若手いじり」の名の下での新入社員の男性へのパワーハラスメント・アルコールハラスメント行為が、元社員の男性によって告発されたことがデイリー新潮にて同日報じられた。男性は2018年4月に入社し、同年6月に営業部に本配属。その際に行われた歓迎会での飲酒強要、同年に軽井沢で開催された同局主催のゴルフカップイベントでの女性用下着の着用強要のほか、翌年の同イベントではユニットバスの中で服を脱がされながらビールを浴びせかけられ、制汗スプレーにライターで火をつけられる暴行をされた。その一部始終は、他の営業部員により撮影されていたという。男性は会社側に事情を説明し、調査によってハラスメント行為が認められたが、2020年2月に下された営業部長に対する懲戒処分は出勤停止2日間であった。男性は退職後、営業部長への損害賠償請求訴訟を起こしている。同局は本件に関するデイリー新潮の問い合わせに「ご質問にかかる個別具体的な社内処分及びそれに関連する事項等について、コメントは差し控えさせていただきます」とコメントした[286]。

### 7月
- 1日 - いずれもTBSグループ
  - 【CI】TBSラジオなどTBSグループが、"ソニック・ブランディング"施策による新たなブランドサウンドを制作、この日より順次導入。TBSラジオの他、TBSテレビ（地上波）、BS-TBS、CS（TBSチャンネル、TBS NEWS）の各テレビ放送や動画配信（Paravi他）、TBSグループ各社のイベント・施設等で活用[287]。
  - 【活動進退・人事・キー局】TBSテレビの定期人事異動にて、TBSテレビエグゼクティブアナウンサーで、TBSラジオでは『斎藤哲也のすいすいサタデー』（1989年）などの番組を担当した経歴を持つ斎藤哲也（1989年入社）が総合編成本部 アナウンスセンターから編成考査局へ[288]、同じくTBSテレビアナウンサーで、ラジオでは『エンタマン』（2009年4月 - 2011年3月）を担当した経歴を持つ高野貴裕（2003年入社）が編成局プロモーション本部に[289]、さらにTBSテレビアナウンス2部担当部長で、TBSラジオではスポーツ実況や『森本毅郎・スタンバイ!』内のコーナー「スポーツ スタンバイ」（1994年 - 2022年6月）を担当した清水大輔（1993年に札幌テレビ放送から移籍）が総務局兼人事労政局にそれぞれ配属し[290]、TBSラジオでは『岡村仁美プレシャスサンデー』（2011年10月 - 2012年9月）などを担当した岡村仁美（2005年入社）はアナウンサー・報道局記者兼務から報道局専任とする人事を発令・執行した[291]。
- 4日 - 【訃報】1970年、一橋大学在学中に友人たちと結成したフォークグループ「ソルティー・シュガー」時代に発表した「走れコウタロー」がヒット、その後、1974年に「山本コウタローとウィークエンド」を結成して「岬めぐり」「カリフォルニア・ドリーム」などを発表。またTBSラジオにて『パックインミュージック』（1971年 - 1978年、土曜未明〈金曜深夜〉担当）や『サウンズ・ウィズ・コーク』（1983年 - 1987年）のディスクジョッキーを担当するなど幅広く活動したシンガー・ソングライター・フォーク歌手・環境運動家の山本コウタロー（本名：山本厚太郎）がこの日、脳内出血のため死去（73歳没）。訃報は15日に自身の公式サイトで告示された[292]。
- 11日 - 【建築・移転・群馬県】エフエム群馬が、前橋市千代田町に建設している新社屋からの本放送を開始[293]。
- 12日 - 【訃報】日本の中国古典・漢文研究の第一人者で、漢詩の普及を進め、桜美林大学や二松學舍大学などで教鞭を執るなどし、またNHKラジオ第二放送の『NHKカルチャーアワー』の「漢詩への誘い」にて漢詩作品の解説などを行ったことで知られた中国古典文学者・漢文学者の石川忠久がこの日、心不全のため東京都千代田区内の病院で死去（90歳没）。訃報は22日に公表された[294]。
- 15日 - 【建築・施設・島根県】NHK松江放送局（TK・TB）が松江市灘町の旧局舎隣に建設していた新放送会館が竣工[295]。
- 18日 - 【イベント・関東広域圏】TBSラジオはアーバンドック ららぽーと豊洲（東京都江東区）にて、「TBSラジオの『夏祭り』inアーバンドック ららぽーと豊洲」を開催。当日は『パンサー向井の#ふらっと』『アシタノカレッジ』の公開イベントや『たまむすび』との中継などを実施した[296][297]
- 23日・24日 - 【イベント・茨城県】茨城放送主催による新たな野外音楽フェスとして「LuckyFM Green Festival」を国営ひたち海浜公園で開催。これまでの「ROCK IN JAPAN FESTIVAL」に変わる音楽フェスとして開催し、総合司会をお笑いコンビのオズワルド及び同局アナウンサーの大島千穂と菊地真衣が担当した[298][299]。→1月5日の記述も参照。
- 23日 - 【訃報】1957年のニッポン放送入社以来、スポーツ実況アナウンサーとして『ニッポン放送ショウアップナイター』を中心に担当。1977年9月の王貞治の通算756号本塁打達成も実況し、1964年東京五輪ではボクシングと体操のラジオ実況を担当した枇杷阪明がこの日、誤嚥性肺炎のため死去（89歳没）。訃報は翌24日に判明した[300]。
- 29日 - 【経営・企業再編・新潟県】新潟放送（BSN）はこの日開催した取締役会に於いて、認定放送持株会社へ移行するための手続きを実施することを決議した。同社は2023年4月1日付でグループ企業を統括する「株式会社BSNメディアホールディングス」を設立する方針で、そのための準備会社として本年9月上旬に「株式会社新潟放送分割準備会社」を設立する。準備会社が持株会社移行と同時に現行の放送事業であるBSNテレビ及びBSNラジオは分離せず新たに発足する「株式会社新潟放送」が全て引き継ぐ形でテレビ・ラジオ放送を継続する。また現行のBSN子会社のBSNアイネットやBSNウェーブなどの企業は持株会社の傘下となる[301]。
- 30日・31日 - 【イベント・中京広域圏】CBCラジオは久屋大通公園（名古屋市中区）内のエディオン久屋広場にて、「CBCラジオ夏まつり2022」を開催。3年ぶりのリアルイベントとしての開催となった[302]。
- 31日 - いずれも【活動進退】
  - 【キー局】TBSラジオでは『爆笑問題の日曜サンデー』内「サンデー競馬小僧」の実況を担当していたTBSテレビアナウンサーの小林廣輝（2018年入社）が、7月6日付の自身のInstagramで「今月末を以て4年3ヶ月在職した同局を退社する」ことを発表した[303][304]。
  - 【青森県】青森放送（RAB）アナウンサーの松本卓也（2019年入社）がこの日付で同局を退職。松本は退職と同時にアナウンサーも引退して東京都内の一般企業会社員に転身することを明らかにしている[305]。

### 8月
- 26日 - 【訃報】1957年にTBSの前身であるラジオ東京（現・TBSホールディングス）に入社し、主にスポーツ中継を担当、TBSラジオでは『TBSエキサイトナイター』のアナウンサーとしてプロ野球中継を担当、また同局の『若い目のパリ』（1960年）などのDJも務めたことがある元アナウンサーの岡部達がこの日の夜、前立腺がんのため東京都調布市内の自宅で死去（87歳没）[306]。
- 27日 - 【訃報】1941年に三代目三遊亭金馬（1964年没）に入門。「三遊亭小金馬」時代に出演したNHKラジオ第一『お笑い三人組』（1955年11月 - 1960年3月）[注 29]に出演し、その後は三遊亭小金馬から三代目三遊亭金馬を経て2020年9月に現在の名跡を襲名し、寄席を中心にテレビ番組や映画などにも出演するなど活動した落語家・タレントの二代目三遊亭金翁（本名：松本龍典）がこの日未明、慢性心不全のため東京都内の自宅で死去（93歳没）[307][308]。
- 29日 - NHK
  - 【活動進退】東京アナウンス室所属のアナウンサー鎌倉千秋（2001年入局）は、この日更新された同アナウンス室公式Twitterにて「秋からアナウンサーを休業し、専門性を高める勉強をする」ことを表明。具体的な進路などについては現時点では未定としている[309][310]。
  - 【施設・移転・放送開始・富山県】富山放送局（IG・IC）が富山市新桜町の旧富山中央警察署跡地に完成した新放送会館（2022年2月14日竣工[311]）に移転、同所より放送業務開始[312]。

### 9月
- 1日 - 【訃報】STVラジオでディレクターやプロデューサーとして活動、『ウイークエンドバラエティ 日高晤郎ショー』の初代ディレクター及びプロデューサーを担当した岩本芳修がこの日死去（81歳没）。訃報は番組の元構成作家・FMドラマシティ放送局長でラジオパーソナリティの丸山浩樹（MARU）より明かされた[313]。
- 12日 - 【訃報】1985年に竹中直人、大竹まことらと演劇ユニット『ラジカル・ガジベリビンバ・システム』を結成し、演出家、脚本家、劇作家などとして活動、ラジオ番組ではNHKラジオ第一の『すっぴん!』月曜パーソナリティとして2015年4月から2019年3月まで出演した経歴を持つ劇作家の宮沢章夫がこの日、うっ血性心不全のため東京都内の病院で死去（65歳没）。訃報は宮沢本人が主宰していた劇団「遊園地再生事業団」より葬儀を終えた後の20日に発表された[314]。
- 15日 - 【賞】民放連主催の「2022年日本民間放送連盟賞」が発表され、ラジオ番組の各部門では、報道部門ではMBSラジオ『ネットワーク1・17スペシャル〜盛土崩壊』（本年1月23日）、教養部門では信越放送『SBCラジオスペシャル「黒猫」田口史人のレコード寄席〜「昭和の校長先生」編』、エンターテインメント部門では西日本放送『街の小さな文学賞 特別版 〜ラジオストーリープロジェクト〜』、生ワイド部門ではニッポン放送系『佐久間宣行のオールナイトニッポン0(ZERO)』がそれぞれ最優秀賞を受賞した。また、ラジオCM部門ではMBSラジオの栃木県庁大阪センター『関西での栃木県の認知度向上〜栃木県 実際どうなん篇〜』（20秒）が第1種、TOKYO FMの明治薬科大学「三毛猫」篇（40秒）が第2種でそれぞれ最優秀賞を受賞。グランプリ受賞作品は11月8日に催される授賞式にて発表される予定（→11月8日も参照）[315][316]。
- 16日 - 【訃報】1958年に北海道放送（HBC）に入社、帯広支局の技術職を経て札幌の本局でラジオ局（現在のHBCラジオ）ディレクターとして勤務する傍ら作曲を学び、1966年にジャッキー吉川とブルー・コメッツが歌唱した「愛の終りに」で作曲家としてデビュー、その後は森進一の「花と蝶」、内山田洋とクール・ファイブの「長崎は今日も雨だった」など数多くのヒット曲を発表、またFM北海道の取締役を務めたこともある作曲家の彩木雅夫（本名：新居一芳）がこの日、肺炎のため死去（89歳没）[317]。
- 17日〜19日 - 【イベント・東京都】J-WAVE主催の都市型音楽フェス「J-WAVE presents INSPIRE TOKYO 〜Best Music & Market」を国立代々木競技場第一・第二体育館及び外周部（東京都渋谷区）にて開催。これまで毎年開催してきた「J-WAVE LIVE」を発展させた物で、会場にはフードコートなどのマーケットエリアも併設された[318]。
- 21日 - 【イベント・関東広域圏】TBSラジオ『たまむすび』の番組10周年記念イベント「たまむすび in 武道館 〜10年の実り大収穫祭!」が日本武道館（東京都千代田区）で開催。同番組パーソナリティーの赤江珠緒（フリーアナウンサー）、外山惠理（TBSアナウンサー）をはじめ、曜日パートナーのカンニング竹山、山里亮太（南海キャンディーズ）、博多大吉（博多華丸・大吉）、土屋礼央（RAG FAIR）、玉袋筋太郎（浅草キッド）らが出演した[319][320]。
- 26日 - 【健康問題・近畿広域圏】朝日放送テレビアナウンサーの澤田有也佳が顎口腔ジストニアに罹患し、その治療のため10月より長期休養に入ることを発表。この日放送の朝日放送テレビ『おはよう朝日です』で自ら明らかにした物で、これに伴い朝日放送ラジオ『R→933 LP.』『ミルクボーイの火曜日やないか!』の2番組については前者は降板、後者は当面の間休演する[321]。
- 30日
  - 【活動進退・徳島県】四国放送アナウンサーの保岡栄二（1985年入社）が、この日をもって定年退職。退職時点では『ラジオ大福』『ナオミの夢ラジオ』などを担当[322]。退職後はフリーアナウンサーとして活動拠点を東京に移す。
  - 【訃報】五代目三遊亭圓楽（2009年没）門下に入門し初名の「三遊亭楽太郎」を名乗って初高座を踏み、二つ目時代の1977年より六代目三遊亭圓窓（同月15日没）の後任として日本テレビ系『笑点』大喜利メンバーとして本年1月30日放送分まで出演、2010年に師匠の名を継いで六代目円楽を名乗ってからも五代目圓楽から受け継いだ日本香堂のCMナレーションを始め、ラジオ番組では文化放送『エルフモーニングダッシュ 楽太郎のおいしい朝だよ』（1986年10月 - 1991年10月）『HARAGURO ラジオ』（1997年 - 2000年）やTBSラジオ制作・JRN系『三遊亭円楽のおたよりください!』[注 1]（2020年9月 - 、本年9月12日放送分より休演）のパーソナリティを務めた、落語家の六代目三遊亭円楽（本名：會泰通）がこの日、肺がんのため死去（72歳没）[323]。

### 10月
- 4日 - 【健康問題】この日放送されたニッポン放送『上柳昌彦 あさぼらけ』で、メインパーソナリティの上柳昌彦（フリーアナウンサー・元同局アナウンサー）が良性の腫瘍である「下垂体腺腫」の手術・治療のため12日から10月下旬まで番組を休むことを報告[324]。その後、11月2日の放送から復帰した[325]。
- 5日 - 【訃報】テレビアニメ『サザエさん』（フジテレビ系）の初代フグ田マスオ役やバラエティ番組『はじめてのおつかい』（日本テレビ系）のナレーションなどで知られ、またラジオでもTBSラジオで1971年から1985年まで放送された『こんちワ近石真介です』や同局制作・JRN系で1975年から2020年まで放送された『はがきでこんにちは』[注 30]、NHKラジオ第1『近石真介と平野文のおしゃべり歌謡曲』のメインパーソナリティを務めた声優・俳優の近石真介（本名・近石安蔵）がこの日の朝、老衰のため東京都内の自宅で死去（91歳没）。訃報は9日に所属事務所であるムーブマンの公式サイトで明らかにされた[326][327][328]。
- 12日 - 【訃報・コミュニティ放送・沖縄県】沖縄県読谷村のコミュニティ放送局・FMよみたんで2008年の開局以来、朝のワイド番組『べにいも村イモーニング』のパーソナリティを14年務めた、ラジオパーソナリティで同局副局長の比嘉美由紀がこの日未明、急性白血病のため死去（46歳没）[329]。
- 21日 - 【防災・埼玉県】埼玉県とニッポン放送・エフエムナックファイブは災害発生時に県内の情報発信を行えるよう相互協力提携を締結。県側が両社に情報提供を行うとともに必要時には情報発信を要請、両社は可能な範囲内で要請に応じる形となる[330]。ニッポン放送は2021年3月に締結した千葉県・ベイエフエムとの協定に続いて2例目となる。
- 28日 - 【訃報】コントグループ「コント・コンビネーション」リーダー・みなみ良雄（後のさがみ良太。2015年没）に弟子入りし、実弟の酒井とおる（本名：及川幹男）とともに「コント・コマーシャル」として東京で活動した後、大阪に活動拠点を移して「酒井くにお・とおる」のコンビ名で兄弟漫才コンビとして関西ローカルのテレビ番組などで活動し、ラジオ番組ではラジオ関西『日清です まいどおおきに』の司会を務めた他、NHKラジオ第1『上方演芸会』にも出演した経験がある漫才師の酒井くにお（本名：酒井国夫）がこの日朝、慢性虚血性心疾患のため、大阪市内の自宅で死去（74歳没）。訃報は11月7日に松竹芸能より公表された[331][332]。
- 29日 - 【結婚】FM NACK5『Saturday Morning Radio おびハピ!』等のパーソナリティを務める小尾渚沙（フリーアナウンサー、元文化放送アナウンサー）が、同日放送の同番組内にて一般男性との結婚を発表[333]。
- 30日 - 【イベント・兵庫県】ラジオ関西秋恒例の「第26回ラジオ関西まつり」が神戸ハーバーランド高浜岸壁（神戸市中央区）で開催。3年ぶりとなるリアル会場での開催となった[334]。
- 31日〜11月6日 - 【キャンペーン・社会貢献】TBSラジオほかTBSグループが2020年に開始し、今回5回目となるSDGs（持続可能な開発目標）への意識向上喚起を図るキャンペーン『地球を笑顔にするWEEK』を展開。今回のキャンペーン大使も本年春に引き続き杏（女優）、川島明（タレント、麒麟）、井上咲楽（タレント）、国山ハセン（TBSテレビアナウンサー）が就任。TBSラジオでは11月3日にアーバンドック ららぽーと豊洲（東京都江東区）にて「地球を笑顔にするWEEK TBSラジオ Day in アーバンドック ららぽーと豊洲」を開催した[335]。

### 11月
- 3日 - 【イベント・近畿広域圏】MBSラジオ秋恒例の「MBSラジオ秋まつり2022」が長居公園自由広場（大阪市東住吉区）で開催。3年ぶりとなる長居でのリアル開催となった[336]。
- 7日 - 【健康問題・近畿広域圏】MBSラジオ『松井愛のすこ〜し愛して★』のメインパーソナリティを務める松井愛（毎日放送アナウンサー）が、10月下旬から続いている番組休演の理由を「胆石のため入院治療中である」とこの日の放送で月曜パートナーを務める桂南光（落語家）から松井からの手紙を代読する形で明らかにされた[337]。
- 8日
  - 【催事・賞・JBA】民放連はこの日、東京都内にて「第70回民間放送全国大会」を開催。同日、式典の席上にて「2022日本民間放送連盟賞」（→9月15日を参照）ラジオグランプリ・準グランプリ受賞作品を発表、ラジオ部門のグランプリは青森放送（RAB）『カエレナイ街から 〜翔子さんと実穂さんと私たち〜』が、準グランプリはTOKYO FM『村上RADIO特別版 戦争をやめさせるための音楽』が、それぞれ受賞した[338][339]。
  - 【放送事故】interfm制作・JFN24局ネットの番組『Otona no Radio Alexandria』放送中の12時12分に音声が中断。約50秒後にフィラー音楽を送信開始し、12時39分にパーソナリティのロバート・ハリスの謝罪コメントを挿入、その際に「機材トラブル」による中断と復旧を急いでいる旨報告がなされた。12時43分、interfmでは「River NILE」が通常通り放送されたが、ネット局ではフィラー音楽を継続。そのまま8日の放送は終了した。その後13時から放送の『デイリーフライヤー』はスタジオを変えて通常通り放送されたが、パーソナリティの大橋俊夫によって改めて謝罪が行われた（『Otona no Radio』未ネット局でも放送された一方、interfmでは『デイリーフライヤー』は未ネット）。原因は調査中[340][341]。
- 13日 - 【イベント・近畿広域圏】朝日放送ラジオ秋恒例の「ABCラジオまつり2022」が万博記念公園自然文化園（大阪府吹田市）にて3年ぶりにリアル開催された[342]。
- 15日 - 【訃報】保守派の論客として活躍し、福田赳夫政権・中曾根康弘政権では内閣総理大臣特別顧問を、また日本会議代表委員、日本教育再生機構代表委員を務めるなどし、1982年には東京放送（TBSラジオ）『加瀬英明のハローワールド』のパーソナリティを務めたこともある外交評論家の加瀬英明がこの日、老衰のため東京都内の自宅で死去（85歳没）[343]。
- 18日 - 【賞】御年81歳ながら現在でもFM NACK5『FUNKY FRIDAY』などのDJを務める小林克也（DJ・タレント）が、「長年にわたり洋楽作品を楽しく紹介し音楽ファンの裾野を広げた」ことが評価され、日本音楽著作権協会（JASRAC）の「JASRAC音楽文化賞」を受賞し、この日東京都内で贈呈式が行われた[344]。
- 26日 - 【訃報・北海道】札幌テレビ（STV）にアナウンサーとして1964年に入社し、2003年の同社定年退職まで数々のテレビ・ラジオ番組に出演。STVラジオでは札幌・函館での競馬開催時の実況を経て、1987年4月より2016年3月まで午前枠ワイド番組『オハヨー!ほっかいどう』パーソリティを務めたことで知られたフリーアナウンサーの巻山晃がこの日死去（82歳没）[345]。なお、巻山の訃報は11月30日付北海道新聞紙面に掲載され、同日の『工藤じゅんきの十人十色』（STVラジオ）の番組内にてアシスタントの内山佳子（STVアナウンサー）より報告された。
- 28日 - 【訃報】1981年に日本テレビ系『太陽にほえろ!』ラガー刑事役でデビュー、以来テレビドラマやバラエティ番組の司会で活動、ラジオ番組ではFM東京『渡辺徹 ひとつぶの青春』やNHK-FM『おしゃべりクラシック』、文化放送『渡辺徹 家族の時間』などのパーソナリティを担当、私生活では歌手の榊原郁恵と結婚、俳優の渡辺裕太の父としても知られた、俳優・タレントの渡辺徹がこの日の夜、敗血症のため東京都内の病院で死去（61歳没）。訃報は12月2日に所属する文学座より発表された[346][347]。

### 12月
- 1日 - 【施設・東京都】ニッポン放送はサンライズプロモーション東京と共同で、有楽町マリオン別館7階にあったオルタナティブシアターをリニューアルした上で、新劇場「I'M A SHOW（アイマショウ）」として改称しこの日グランドオープン[348]。
- 2日 - 【訃報・近畿広域圏】1958年、関西大学在学中に朝日放送（当時）に入社。主にテレビ制作部にて番組制作に携わり、現場を離れてからはテレビ編成局長などを経て2002年に朝日放送代表取締役社長に就任し、2008年まで務めた後は同社相談役・常勤特別顧問を務めた元テレビプロデューサーの西村嘉郎がこの日、大阪市内の病院で死去（85歳没）[349]。
- 3日 - 【結婚・出産・中京広域圏】CBCテレビアナウンサーの若狭敬一（1998年入社）と加藤由香（1997年入社）[注 31]の両名が本年結婚していたことと加藤が第1子を出産していたことが、この日放送のCBCラジオ土曜午前枠番組『北野誠のズバリ サタデー』に於いて、アシスタントを担当する加藤本人から発表された[350]。
- 6日 - 【訃報】1965年に「早川昭」の芸名でカンツォーネ歌手としてデビュー。1972年に放送された特撮『超人バロム・1』（東映・読売テレビ制作、日本テレビ系）や『変身忍者 嵐』（東映・毎日放送制作、NET系）、1972年から1974年に放送のテレビアニメ『マジンガーZ』（東映動画・フジテレビ系）など、数多くの特撮テレビ映画やアニメの主題歌を歌唱して“アニメソングの帝王”として世界的にもその名を知られ、ラジオ番組では『ミッドナイトプラザ』（ラジオ関東）や『水木一郎のまだおきてますか?』（九州朝日放送（KBCラジオ））、『ラジオ・スーパーロボット魂』（文化放送）といった番組のパーソナリティを務めたこともある歌手の水木一郎（本名：早川俊夫）がこの日、肺がんのため死去（74歳没）。訃報は12月12日に公表された[351]。
- 18日 - 【訃報】2017年に声優としてデビューし、飯野美紗子らと組んだ声優ユニット「NOW ON AIR」のメンバーとして活動、同ユニットメンバーと共に『青春ラジメニア』（ラジオ関西）など数々のラジオ番組に出演した経歴を持つ声優の鈴木陽斗実がこの日、癌のため死去（26歳没）。訃報は24日に所属事務所のオフィスPACより告示された[352][353]。
- 21日 - 【訃報】1978年に日本コロムビアより歌手としてデビューし、シングルレコードを19枚リリースする傍ら、タレントとしても活動、ラジオ番組ではニッポン放送『高見知佳のぶったま白書』やTBSラジオ『TOYOBOメモリーポップス』を始め、故郷・愛媛県新居浜市のコミュニティFMハロー! ニュー新居浜FM78.0でもパーソナリティを務めた、元歌手・タレントの高見知佳（本名：高橋房代）がこの日昼過ぎ、癌性腹膜炎のため入院先の新居浜市内の病院で死去（60歳没）[354][355]。
- 25日 - 【訃報】かつて文化放送やラジオたんぱ（現在のラジオNIKKEI）など全国ネットで放送されていた『百万人の英語』や『旺文社大学受験ラジオ講座』で講師を務めていた関東学院大学名誉教授で英語学者の御園和夫がこの日の朝、横浜市金沢区内の横断歩道を渡っていたところを軽自動車にはねられ、病院に運ばれたが死亡（80歳没）。また一緒に歩いていた妻も重傷を負った[356][357]。
- 31日
  - 【活動進退】
    - 【芸能】1999年に篠宮暁と高松新一の二人で結成し、ラジオ番組では文化放送『大竹まこと ゴールデンラジオ!』（2014年4月 - 2017年3月）やニッポン放送『オールナイトニッポン』などに出演し「オジオズ」の愛称で人気を博した、松竹芸能所属のお笑いコンビ・オジンオズボーンが、高松の芸能活動引退に伴い同日付で解散、足掛け24年に亘るコンビ活動に幕を下ろした。解散は9月8日に篠宮のYouTubeチャンネルにて発表された[358][359]。
    - TBSテレビアナウンサーで、TBSラジオでは『ザ・トップ5』シーズン4水曜日パーソナリティや『週末ノオト』（本年3月終了）第1土曜日パートナーを務めた国山ハセン（2013年入社）が「新たに挑戦したいことが出来た」として、この日をもって9年余在職した同局を退職すると同時にアナウンサー職も引退。退社及び引退はTBSテレビ系で9月30日に放送された『news23』の番組終了間際に自ら公表した[360][361]。

  - 【サービス終了・配信】インターネットテレビ局「ABEMA」のラジオ専門チャンネル「ABEMA RADIO」がこの日をもってサービス終了、5年あまりの歴史に幕。これにより同チャンネルで行ってきたJ-WAVEなど地上波各局の一部番組のサイマル配信・時差配信も終了した[362]。
  - 【結婚・関東広域圏】文化放送アナウンサーの松井佐祐里がこの日放送の『ますだおかだ岡田圭右とアンタッチャブル柴田英嗣のおかしば』にて先日結婚したことを発表した。相手は一般男性で、既に家族のみで挙式を済ませたという[363]。

## 節目

### 開局周年
この年は、1952年に開局した民放局のほとんどが70周年の節目を迎える。
※NHKについての「開局」は、ラジオ第1放送・ラジオ第2放送を指し、当該放送局に第1放送・第2放送が存在しない場合はFM放送開始の時期を指す。
2月
1日 - エフエム愛媛開局40周年。
3月
10日 - 北海道放送開局70周年。
20日 - NHK北九州ラジオ第2放送 (JOSB)放送開始75周年。
25日 - 信越放送開局70周年。
31日 - 文化放送開局70周年。
4月
1日
開局70周年 - ラジオ関西
開局30周年 - エフエム徳島、エフエム高知 (Hi-Six)、エフエム佐賀
5月
1日 - 東北放送開局70周年。
10日 - 北陸放送開局70周年。
7月
1日
開局70周年 - 北日本放送、四国放送
20日 - 福井放送開局70周年。
8月
21日 - NHK金沢ラジオ第2放送 (JOJB)開始75周年。
9月
15日 - エフエム北海道 (AIR-G')開局40周年。
10月
1日
開局70周年 - 中国放送
開局40周年 - エフエム長崎 (FM nagasaki)
開局30周年 - エフエム鹿児島 (μFM)
11月
1日 - 静岡放送開局70周年。
12月
1日 - エフエム仙台 (Date fm)開局40周年。
5日 - 広島エフエム放送 (HFM)開局40周年。
15日 - STVラジオ開局60周年。
24日
開局70周年 - 新潟放送
開局60周年 - 岐阜放送ラジオ

### 記念回
25000回
3月21日 - 希望のリボン（南日本放送）
5000回
8月30日 - 平成ラヂオバラエティごぜん様さま（中国放送）
4000回
12月8日 - 大竹まこと ゴールデンラジオ!（文化放送）
3000回
5月12日 - SKE48 1+1は2じゃないよ!（東海ラジオ放送）
1100回
1月14日 - 60TRY部（アール・エフ・ラジオ日本）
1000回
1月8日 - A&Gメディアステーション こむちゃっとカウントダウン（文化放送）
1月31日 - アフター6ジャンクション（TBSラジオ）
5月9日 - GOOD NEIGHBORS（J-WAVE）
5月10日 - STEP ONE（J-WAVE）
800回
2月4日（3日深夜） - おぎやはぎのメガネびいき（TBSラジオ）
8月13日（12日深夜）- バナナマンのバナナムーンGOLD（TBSラジオ）
500回
7月9日 - SKE48 1+1+1は3じゃないよ!（東海ラジオ放送）
8月29日（28日深夜） - アンジュルムステーション1422（アール・エフ・ラジオ日本）
11月6日 - 乃木坂46の「の」（文化放送）
400回
3月3日 - Mirror Park（ZIP-FM）
9月16日 - Move on up!（エフエム・ノースウェーブ）
300回
1月9日 - 太田胃散 presents DAIGOのOHAYO-WISH!!（エフエム東京）
1月15日 - 低音レディオ（ベイエフエム）
6月22日（21日深夜）- アルコ&ピース D.C.GARAGE（TBSラジオ）
6月24日（23日深夜）- ハライチのターン!（TBSラジオ）
8月31日（30日深夜）- 星野源のオールナイトニッポン（ニッポン放送）
9月30日 - ALL GOOD FRIDAY（J-WAVE）
11月12日 - タブレット純 音楽の黄金時代（アール・エフ・ラジオ日本）
12月25日 - 藤沢周平の世界（山形放送）
200回
3月23日 - Be My Radio（エフエム北海道）
100回
2月25日 - FRIDAY MUSIC PUZZLE（ZIP-FM）
2月27日 - 日向坂46の「ひ」（文化放送）
8月27日 - ラランド・ツキの兎（TBSラジオ）
8月28日（27日深夜） - Music Palette♪（TBSラジオ）